# Liste von Märchen aus Asien
Diese Liste enthält Märchen und Märchen-Sammlungen aus Asien. Für die Hauptliste, siehe Liste von Märchen.
Die Märchen sind geografisch nach größeren Regionen und Ländern gegliedert. Die Sortierung innerhalb der Länderabschnitte orientiert sich nach Märchensammlern bzw. Autoren sowie nach deren Buchtiteln bzw. Märchen. Oft sind nur Bücher eingetragen.

## Asien
Die Märchen der Weltliteratur – Märchen vom Dach der Welt – Überlieferungen der Pamir-Völker. Eugen Diederichs Verlag, 1986, Isidor Levin (Hrsg.).
Von der Macht der Frauen
- Der Haschischraucher
- Die Tochter des Schmieds
- Die Teigpuppe
- Der Lohn der Güte
- Das Judenmädchen
- Das Tuch der Prinzessin
- Die Schöne
- Die ungetreue Frau
- Der Neffe und sein Onkel
- Die Prüfung

Von Zauberern, Padischahs und der Simurg
- Sultan-scheckiger Hund
- Der Sandelbaum
- Die Blume, die es nicht gibt
- Held Dickbär
- Die drei Frauen des Padischah
- Džumak und seine Frauen
- Malik Hassan

Von Traumdeutern, Gaunern, klugen Ratgebern
- Ysif und Suleika
- Der vergessene Traum
- Der König und sein Sohn
- Der Waisenjunge
- Die zwei Worte
- Der Dummkopf sucht sein Glück
- Das letzte Wort

Von Schlauheit und List der Tiere
- Der schlaue Fuchs
- Der Fuchs und die Lerche
- Die Alte und der Spatz
- Die beiden Füchse
- Der Preis für Güte und Bosheit
- Die Ziege und der Wolf
- Der Bär und der alte Reisigsammler
- Das Blättchen und das Klümpchen
- Das Zicklein-Zottelbein
- Kleine Schwankgeschichten

Märchen der Welt, Magnus-Verlag, Essen 1983, Roland W. Pinson.
- Das Feuerpferd
- Der Derwisch und sein Lehrling
- Der Menschenfresser
- Bestrafte Habgier
- Das Rätsel
- Der kluge Herrscher
- Die Geschenke des Schlangenkönigs
- Die Totenwache
- Die Geschichte des Papagei: Die böse Frau
- Teile, dann herrsche
- Die Reise ins Innere einer Schlummerrolle
- Der magische Spiegel
- Der dumme Tempo

Märchen der Völker – Asien. Magnus Verlag, Essen, nacherzählt von Bodo von Petersdorf.
- Die Geschichte vom Fischer und dem Geist
- Die Geschichte von dem seltsamen Kalbe
- Der wundersame Retter
- Die drei Feen
- König Vessantara
- Leidelang und Lebelang
- Die Geschichte vom weisen Hasen
- Glück läßt sich nicht erzwingen
- Geschichte des Vogelmannes
- Der geschwollene Backen

## Buddhistische Märchen
Buddhistische Märchen, Insel-Verlag, Leipzig 1982, Johannes Mehlig.
Tiergeschichten
- Die Geschichte vom tanzenden Pfau
- Die Geschichte von der Eintracht
- Die Geschichte vom Kranich
- Die Geschichte vom Affenfürsten
- Die Geschichte vom Krokodil
- Die Geschichte vom durchtriebenen Schakal
- Die Geschichte vom Löwenfell
- Die Geschichte vom Papagei Rādha
- Die Geschichte von der Kurunga-Gazelle
- Die Geschichte von der Schildkröte
- Die Geschichte vom schnellen Vogel
- Die Geschichte von der Eule
- Die Geschichte von dem Getöse
- Die Geschichte vom Gazellenkönig Nigrodha
- Die Geschichte von der Totenspeise
- Die Geschichte vom Schwein Munika
- Die Geschichte von dem Vogel
- Die Geschichte vom Rebhuhn, Affen und Elefanten
- Die Geschichte von den drei Tugenden
- Die Geschichte von der Katze
- Die Geschichte von der Krähe
- Die Geschichte vom törichten Schakal
- Die Geschichte von dem Eber
- Die Geschichte von Kandagalaka
- Die Geschichte vom Mistwurm
- Die Geschichte von der Wachtel
- Die Geschichte vom Tadel
- Die Geschichte vom Schakal Allzahn
- Die Geschichte von dem Sindhu-Roß
- Die Geschichte vom Mango-Esser
- Die Geschichte vom Hasen
- Die Geschichte vom Rebhuhn
- Die Geschichte von Kālabāhu
- Die Geschichte von Bāveru
- Die Geschichte von dem Freundschaftsbrecher
- Die Geschichte von der Schönheit und dem schönen Wuchs

Frauen- und Hetärengeschichten
- Die Geschichte von der Holzsammlerin
- Die Geschichte vom Schloß
- Die Geschichte von dem Gärtner
- Die Geschichte vom Verlustspruch
- Die Geschichte vom betrogenen Hauspriester
- Die Geschichte von dem schwer zu Erkennenden
- Die Geschichte von Kosiyā
- Die Geschichte von Mudulakkhanā
- Die Geschichte von der Erlösung aus den Banden
- Die Geschichte vom Hausvater
- Die Geschichte von der Kanavera-Blume
- Die Geschichte von dem kleinen Bogenschützen
- Die Geschichte vom Goldschwan
- Die Geschichte vom Paduma
- Die Geschichte von dem Flügelroß
- Die Geschichte vom Juwelendieb

Königsgeschichten
- Die Geschichte vom König Makhādeva
- Die Geschichte vom großen König Tugendhaft
- Die Geschichte von der Königsermahnung
- Die Geschichte von der Königsermahnung
- Die Geschichte vom Reistopf
- Die Geschichte vom Wahrheitssprechen
- Die Geschichte von Cetiya
- Die Geschichte von Dhammapāla
- Die Geschichte vom großen Pingala
- Die Geschichte von der Hülse
- Die Geschichte von Kokālika
- Die Geschichte vom großen Reiter
- Die Geschichte von der zarten Hand
- Die Geschichte von Gāmanicanda
- Die Geschichte von Kusa

Seefahrer- und Kaufmannsgeschichten
- Die Geschichte vom Kaufmann Cullaka
- Die Geschichte vom Kaufmann Illisa
- Die Geschichte vom verlogenen Kaufmann
- Die Geschichte vom betrügerischen Kaufmann
- Die Geschichte vom alten Brunnen
- Die Geschichte von Suppāraka
- Die Geschichte von dem seefahrenden Kaufmann
- Die Geschichte von Katāhaka

Narren- und Schalkgeschichten
- Die Geschichte von der Mücke
- Die Geschichte von dem Gartenzerstörer
- Die Geschichte vom Branntwein
- Die Geschichte von dem Unfolgsamen
- Die Geschichte vom Trommelschläger
- Die Geschichte vom Kieselwerfen
- Die Geschichte von der Pflugdeichsel
- Die Geschichte von den Schwertkennzeichen
- Die Geschichte von der Handvoll Erbsen
- Die Geschichte vom Fleisch
- Die Geschichte von dem Mann mit dem Fellgewand

Zaubergeschichten
- Die Geschichte von Samjīva
- Die Geschichte vom Zauberspruch Vedabbha
- Die Geschichte von Dadhivāhana
- Die Geschichte vom Eselssohn
- Die Geschichte vom Mango

Geschichten aus dem alltäglichen Leben
- Die Geschichte von der Konstellation
- Die Geschichte von der Furcht
- Die Geschichte von dem lauten Schall
- Die Geschichte vom wertvollen Schmuck
- Die Geschichte von dem Unglücksvogel
- Die Geschichte vom glückbringenden Namen
- Die Geschichte von dem Betrüger
- Die Geschichte von dem vergifteten Würfel
- Die Geschichte von dem doppelten Schaden
- Die Geschichte von Upasālha
- Die Geschichte von Satadhamma
- Die Geschichte von Guttila
- Die Geschichte vom bösen Kranich
- Die Geschichte von Takkāriya
- Die Geschichte von der Tugenduntersuchung
- Die Geschichte von der Wagenpeitsche

Geschichten buddhistischer Moral und Ethik
- Die Geschichte von der Kohlengrube
- Die Geschichte vom Spaten
- Die Geschichte von dem Vorzeichen
- Die Geschichte vom Schwanze
- Die Geschichte von dem Tugendvorzug
- Die Geschichte von Assaka
- Die Geschichte von Cullanandiya
- Die Geschichte vom Vergleich mit dem Kimsuka-Baum
- Die Geschichte von der Totenbeweinung
- Die Geschichte von dem nicht zu Betrauernden
- Die Geschichte von der Schlange
- Die Geschichte von Sujāta
- Die Geschichte von den vier Türen
- Die Geschichte vom Wasser
- Die Geschichte von dem großen schwarzen Hund
- Die Geschichte von der Kakkāru-Blume

## Südasien

### Bengalen
Bengalische Märchen, Insel-Verlag, Leipzig 1984, Heinz Mode und Arun Ray.
- Der Hirt und das Göttermädchen
- Malanchamālā
- Das Betelblattmädchen
- Prinzessin Kalābati
- Der König und der Kuhhirt
- Narahari-Dās
- Lambā Dādi (Variante zum vorigen)
- Onkel Tiger und Neffe Schakal
- Das dumme Krokodil
- Der Schakal als Erzieher
- Die Krähe und der Pflaumenbaum
- Tit und der König
- Der hilfreiche Tiger
- Dukhiran
- Wie der Traum gefunden wurde
- Der kluge Bauer
- Pushpamayi
- Die sieben bösen Schwägerinnen
- Die Geburt einer Welt
- Die zwei Ganjaesser (Variante zum vorigen)
- Die alte bucklige Frau
- Das Lämmlein (Variante zum vorigen)
- Die Alte, die muffigen Reis liebte
- Schakal und Krokodil
- Der Bauer und der Tiger
- Der entlarvte Heilige
- Der Mann und die Himmelstänzerinnen
- Yama und Kashi Thākur
- Die Prinzessin Pushpamālā
- Das geheimnisvolle Fährboot
- Die unglückliche Braut
- Kalāvati (Variante zum vorigen)
- Der Muschelprinz
- Die Geschichte von der Göttin der Gefahr (Variante zum vorigen)
- Der Bhut im Kupferkrug
- Das Bhutfleischopfer
- Der Bhut vor Gericht
- Von Bhuts überfallen
- Die beiden Bhuts
- Kuku-Mātā
- Die schlafende Stadt
- Der Berührstein
- Māniklāl
- Töpfer und Tiger
- Der Minister und der Narr
- Die Zölle von Goail Hāt
- Wie das Königreich gerettet wurde
- Der König und die Palifrau
- Die sieben Champakabrüder
- Der Barbier und der Weber
- Das Lügenland
- Der Überkluge kommt zu Schaden
- Der Taubenprinz
- Brahmadaitya und der Weber
- Die beiden Stiefschwestern
- Des Tigers Köchin

### Indien
Die Märchen der Weltliteratur – Indische Märchen. Eugen Diederichs Verlag, Düsseldorf/Köln 1953, Johannes Hertel (Hrsg. und Übert.).
Vedische Literatur
- Hebung der Erde
- Wie die Gebirge entstanden
- Entstehung der Nacht
- Der Feigenbaum
- Entstehung der Mondphasen und der Schwindsucht
- Indra tötet den Namutschi
- Die Sintflut
- Uschanas Kāwja geht zu den Göttern über
- Tschjawana

Sanskrit-Literatur
Brahmanische Literatur
- Der Tod es Königs Parīkschit
- Die Froschpinzessin
- Rohr und Flüsse
- Der undankbare Brahmane
- Bhangāswana
- Bösgesinnt und Gutgesinnt
- Brahmane, Dieb und Rakschasa
- Die Maus als Mädchen
- Der bestrafte Zwiebeldieb
- Die Hirtenfrau und ihre Liebhaber
- Eisenfressende Mäuse
- Der Esel im Tigerfell
- Gōminī
- Nimbawatī
- Nitambawatī
- Der Brahmane Harischarman
- Mūladēwa

Literatur der Dschaina
- Die neue Strophe
- Die Weisheit der Alten
- Der Weber als Wischnu
- Rākschasa, Dieb und Affe
- Die dankbaren Tiere und der undankbare Mensch
- Was-er-haben-soll
- Die Weltfremden
- Der Streit zwischen Bhāgja und Lakschmī
- Der Sohn der Greisin
- Der Rādschpūt Kühn
- Sūra und die Hexen
- Der Bharataka als Ehestörer
- Der Bharataka als Betrüger und Lüstling
- Der Bharataka als Dachdecker
- Der Bharataka als Rechner
- Der Bharataka als ehrlicher Mann
- Der Bharataka als Hofpriester
- Der Bharataka auf dem Kuhhandel
- Der geschwänzte Bharataka
- Der Bharataka als Heilgehilfe
- Der Bharataka als Denker
- Der Bharataka als Sanskritgelehrter
- Der Bharataka als glücklicher Ehemann
- König Madhumathana
- Der kluge Alte
- König Wikrama, oder: Die Freigebigkeit
  - Die vertauschten Köpfe
  - Die vier Freier
  - Die belebte Puppe
  - Die vier Väter
- Der Brahmane Schūradāsa, oder: Das Glück
- Dhanaschrī
- Auszug aus der Geschichte von Malajasundarī

Literatur der Volkssprachen
Mahārāschtrī
- Der Blinde und der Lahme
- Der Blinde und der Lahme; zweite Erzählung
- Folgen der Unbedachtsamkeit
- Kanajamandscharī
- Mandija
- Agaladatta

Bradsch-Bhākhā
- Der Schakal, sein Weib und der Löwe
- Geh mit keinem Bösewicht!
- Kuh und Löwe

Altgudscharātī
- Die beiden Mörder
- Schakal, Tiger und Affe
- Der König mit der Schlange im Leib
- Die goldspendende Schlange
- Der heuchlerische Kater
- Wie Bhānu seine verstorbene Frau heiratete
- Die Schlange im Topf bringt den Gatten ins Gemach
- Vertrau keinem Weib ein Geheimnis an!
- Die dankbaren Fische
- Das belauschte Gespräch
- Die kluge Ziege
- Wie aus einer Jungfrau ein Jüngling ward
- Wie der Brahmane um sein Almosengefäß kam
- Deine Frau ist gut!
- König Nand und sein Minister Sakdāl
- Da erwachte ich
- Der König und sein Freund

Urdu
- Die dankbare Nachtigall
- Der König von Kaschmir
- Sultan Sulaimān und der Reiher
- Der Fakīr Dānādil und die Räuber
- Die alte Frau und ihre Tochter Muhastī
- Der Arzt und der Kranke
- Der Araber und der Bäcker

Die Märchen der Weltliteratur – Buddhistische Märchen aus dem alten Indien. Eugen Diederichs Verlag, Düsseldorf/Köln 1961, Else Lüders (Ausw. und Übert.).
- Prinz Fünfwaffe
- Was ist gottartig?
- Sutanu
- Dschajaddisa
- Die Kaufleute und das Flügelroß
- Die glückliche Insel
- Suppāraka
- Der Lohn der Tugend
- Das Marterrad
- Von dem Brahmanen, der die Fußspuren kannte
- Die Schlange im Grützsack
- Gāmanitschanda
- Der Hauspriester, der zur Unzeit redete
- Prinz Ohnegleichen
- Guttila, der Musiker
- König Tugendreich
- Das Mädchen Zeifel
- Der Mittelmango
- Dadhiwāhana
- Der ungerechte König
- Der zauberkundige Brahmane und die Räuber
- Parantapa
- Kusa und Pabhāwatī
- Vom König, der die Tiersprache verstand
- Die kluge Prinzessin
- Der betrogene Hauspriester
- Sussondī
- Die Frau im Kasten
- Die betrogene Ehebrecherin
- Sāmā
- Prinz Paduma
- Unmögliche Bedingungen
- Sulasā
- Sambulā
- Der tugendhafte Magha
- Die vier Patschtschēkabuddhas
- Das Kurugesetz
- Die beiden tugendhaften Könige
- Sawitthaka und sein Sohn
- König Assaka und der Mistkäfer
- Wie Sudschāta den Vater tröstete
- Der Bote des Magens
- Der Wert eines Bruders
- Die von Mäusen gefressene Pflugschar
- Die Wirkung des Niesens
- Die hochmütige Sudschātā
- Die falschen Schmeichler
- König Pingala
- Eifer nützt bei Einfalt nichts
- Der Brahmane und der Schafbock
- Die dankbaren Tiere und der undankbare Mensch
- Sabbadātha
- Der freigebige Hase
- Das tugendhafte Schwein
- Der Gazellenkönig Nigrōdha
- Die Krähe und der Pfau in Babylon
- Der lachende und weinende Widder
- Der kluge und der dumme Papagei
- Die Gazelle, der Specht und die Schildkröte
- Die sich aufopfernde Krähe
- Der folgsame Elefant
- Der Reiher und der Krebs
- Die schwatzhafte Schildkröte
- Der Esel im Löwenfell
- Der Affe und das Krokodil
- Die Affen als Parkwächter
- Die Eule als König der Vögel
- Der tanzende Pfau
- Der Specht und der Löwe
- Der Panther und das Schaf

Tuti-Nameh – Das Papageienbuch, Insel-Verlag, Leipzig 1972, Georg Rosen.
- Geschichte des Kaufmanns Saïd und seines Sohnes Saïd
- Von dem Taugenichts mit den achtzig Frommen (auch Von dem Taugenichts und den achtzig Frommen)
- Vom Kaufmann und dem Papagei
- Legende von Abraham
- Geschichte des Merdi-Djânbâz
- Geschichte des Mädchens von Nischabur
- Geschichte vom Goldschmied und dem Tischler
- Geschichte vom indischen Königssohn und dem Weibe des Kriegers
- Geschichte von dem Kaufmann und der jungen Frau
- Geschichte der Merhûma
- Geschichte des Königs und des arzneikundigen Papageien
- Geschichte des Affen Zeirek und des Schloßvogtsohns
- Geschichte der hölzernen Jungfrau und ihrer Liebhaber
- Geschichte des Derwischs Hawâjî
- Geschichte des Abul-Medjd und des Königs Behwâdj
- Geschichte vom alten Königssohn und der Feentochter
- Geschichte vom König Kobad und seinem Papagei
- Legende von Salomo und dem Igel
- Geschichte vom Kaufmann und Vezierssohn (auch Geschichte vom Kaufmann und Wesirssohn)
- Geschichte vom Vezier, der das Meer einladen sollte
- Fabel vom Löwen und vom Schafe
- Von der Entschuldigung, die schlimmer ist als das Vergehen
- Geschichte von der geistreichen Königstochter
- Die Abenteuer am Hochzeitsabend
- Vom königlichen Säugling und der Musik
- Geschichte vom Scheich Djuneid
- Wie Sâz-Perdâz das Saiteninstrument erfindet
- Geschichte von der Reue des Katers
- Der Kalif und die Fliegen
- Geschichte vom Fuchs und der jungen Frau von Khorasan
- Geschichte der beiden Nachtwandler
- Geschichte des Jünglings, der dem Mansûr nachahmte
- Geschichte des Königssohns von Bâbil
- Moses und der Habicht
- Geschichte der klugen Zarîfa und ihres bösen Bruders
- Geschichte der frommen Djemîle
- Geschichte von dem Greise, der nie verliebt gewesen
- Der Kaufmann und der Löwenkönig
- Geschichte von Gulfischân und der treulosen Veziersfrau (auch Geschichte von Gulfischân und der treulosen Wesirsfrau)
- Geschichte von dem Schädel, durch den achtzig Menschen das Leben verloren
- Geschichte vom König Djâmasp und seinem Papagei
- Geschichte der treulosen Heme-Nâz
- Geschichte von der edlen Meimûne und dem bösen Muchtâr
- Geschichte von dem habsüchtigen Sticker
- Legende von Ibrâhîm ibn Edhem
- Der Schakal und das räudige Kamel
- Geschichte von dem Beduinen und dem Kalifen Mamûn
- Geschichte vom Luchs und dem Löwen
- Der Wolf und der Schakal
- Geschichte von der Pelenk-Ferîb und dem Tiger
- Geschichte von dem Kalifen und dem Giftmischer
- Geschichte des Schakals, der sich für einen Pfauen ausgab
- Der Esel in der Löwenhaut
- Geschichte von Ajas und Mahmûra
- Geschichte der schönen Zohra
- Geschichte von den vertauschten Köpfen
- Geschichte von der Königstochter zu Bâbil und dem Brahmanen Ghalatnuma
- Geschichte von dem Könige von Zâbil und der schönen Mahrûsa (auch Geschichte vom König von Zâbil und der schönen Mahrûsa)
- Geschichte des Königs von Chatâi
- Geschichte von der schlauen Schehr-Arâm
- Geschichte von der schönen Prinzessin von Griechenland
- Vom Esel, der zur Unzeit schrie
- Vom Holzhauer, der zur Unzeit tanzte
- Geschichte des Kaufmannssohns Obeida
- Geschichte des Blinden und der treulosen Frau
- Geschichte des Sâlih
- Der Rat des Widders
- Geschichte von dem Barbier, der dem Kaufmann nachahmte (auch Geschichte von dem Barbier, der den Kaufmann nachahmte)
- Geschichte des Königs von China
- Geschichte von den vier habsüchtigen Reisegefährten
- Geschichte des Jünglings von Bagdad
- Geschichte von dem weisen Landmanne
- Von dem Käufer und Verkäufer
- Heftreng, der verhängnisvolle Vogel

Indische Märchen. Insel Verlag, Frankfurt am Main und Leipzig 1991, Margot Gatzlaff.
- Der Bauer und der Goldschmied
- Die treue Frau
- Die Affenprinzessin
- Lakhtakiyā
- Der lachende und der weinende Pfau
- Die Krähenscheuche
- Die Bestimmung des Schicksals
- Sant und Basant
- Das Granatapfelmädchen (vgl. Die drei Zitronen)
- Die Verwünschung
- Spaßvogel
- Was man sät, wird man ernten
- Unterdrück die erste Regung
- Eins vollbracht, alles vollbracht
- Dreikopf-Dreibein
- Der Prüfstein der Tugend
- Dshāngīng
- Hochmut kommt vor dem Fall
- Die Waldrānī
- Im Hause Gottes herrscht kein Unrecht
- Dhundhpāls Herrschaft
- Der Kleinkrieg der Gauner
- Wie aus dem Tischler ein Prinz wurde
- Biranbaī
- Zwei Brüder
- Die Niederlage Gottes
- Die Tochter des Brahmanen
- Die Linsenhülsen
- Die Botschaft aus dem Grab
- Acht Ratschläge
- Bawāriyās Schwiegertochter
- Die böse Schwiegermutter
- Dshambū hat das so gemacht
- Der Sonnengott ließ die Trommel schlagen
- Die Wurzel der Tugend befindet sich in der Unterwelt
- Die Zauberkraft des Sirups
- Das Tropfen
- Die Teilung der Kuh
- Shakkar, die Schwester
- Ein Lügenmärchen
- Der Regen und der Regenbogen
- Der Himmel gebe Wasser
- Die Lehre
- Dshasī
- Wer ist wessen Mann?
- Die List der Kupplerin
- Der Weg des Lernens
- Die Verheiratung des Mäusesohnes
- Das Geschenk des Raidās
- Meine Gangā wird zu mir kommen
- Eine Frau kann nichts für sich behalten
- Der Kuhbauer
- Die Angst vor dem Schatten
- Tshandrāwatī
- Was soll ich denn bloß tun?
- Wer Beine hat, soll arbeiten
- Die sieben Brüder und ihre Schwester
- Tugend und Sünde
- Die Stimme der Flöte
- Wie du mir, so ich dir
- Phyūnglī
- Ein Opfer des Schicksals
- Die Wetālin als Rānī
- Die mutige Kānhar De
- Die kluge Kaufmannsfrau
- Zwei kluge Brüder
- Die Reise nach Delhi
- Der tapfere Radshpute
- Drei Verhaltensregeln
- Der Rādshā und der Dieb
- Das Wünschelsieb
- Der Schwur des Faulpelzes
- Der betrogene Betrüger
- Die Tarnkappe
- Prinzessin Phūlmade
- Käufliche Ratschläge
- Prinz Risālū
- Freunde und Bekannte
- Das Zeichen des Diebes
- Der Dämon in der Schlinge
- Die Reise des Miyāng
- Der kriegerische Geist
- Lakhan Patwārī
- Der Wert eines Menschen
- Das Schicksal
- Der Ziegenbock
- Gutes bringt Gutes hervor
- Das Blumenlager
- Bruderliebe
- Der Winzling
- Der dumme Ahīr
- Der Bettler von Mithilā
- Was ist größer? Der Name oder die Tat?
- Die Belohnung des Gurus
- Der größte Dummkopf
- Die Vogelrānī
- Wie die Taten, so die Früchte
- Jeder ist auf seinem Platz groß
- Die Rānī hat gewonnen, der Rādshā hat verloren
- Wie der Prinz Wissen erlangte
- Der Sohn des Blinden
- Rādshā Dholan

Sagen und Märchen aus Indien. Artia Verlag, Prag 1977, nacherzählt von Vladimir Miltner.
- Von den Abenteuern des Königs Wikram
- Wie Krischna unter den Hirten lebte
- Von der Prinzessin Ricke
- Vom tapferen Prithwiradsch
- Der Schüler Nimmersatt
- Prinz Dhola und Prinzessin Maru
- Wie die Vögel ihren König wählten
- Mango und die vier Brüder
- Wie es Dschasu in Kambodscha erging
- Vom braven Elefanten
- Die vier Schätze
- Die Seeprinzessin Minakschi
- Wie Ka-nam die Gemahlin des Sonnenprinzen wurde
- Das Schloß im Meer
- Der Perlenfischer
- König Dschaswant von Gudscharat und die Schicksalsgöttin
- Die Erbschaft
- Der falsche Weise

Märchen der Völker – Indien. Magnus Verlag, Essen, nacherzählt von Bodo von Petersdorf.
- Die Totenwache
- Die dankbaren Tiere und der undankbare Mensch
- Das arme Mädchen
- Die böse Frau
- Malanchamala

### Nepal
Die Märchen der Weltliteratur – Märchen aus Nepal. Eugen Diederichs Verlag, Köln 1987, Günter Unbescheid (Samm., Übers. und Hrsg.).
Mythen, Legenden und Sagen
- Matsyendranath kommt nach Nepal
- Paschupatinath
- Khoktschulukpa und der Beginn der Kultur
- König Harsungtscha
- Lalari und Kusuri
- Annapurna
- Die Göttin Manakamana
- Siddha Lakhan Thapa
- Tschitschim Lama
- Die Geschichte von der Göttin Schaschthi und dem Kaufmann
- Die Geschichte vom Jungen, der im Schaltmonat starb
- Die Last der Welt

Zaubermärchen
- Die kluge Hausfrau
- Von dem Jungen, der Sonne und Mond auf den Schultern trug
- Die Brüder Gogischal und Birischal
- Der hinterhältige Yogi
- Die vier Freunde
- Die Rakschas-Frau als Königin
- Prinz Satra Singh
- Die Geschichte von Madhukar und Madhumalati
- Die Geschichte von Lal und Hira
- Der Bauer und der Dämon
- Die kluge Prinzessin
- Satyawan und Sawitri
- Die Prinzessin mit den drei Brüsten

Liedermärchen
- Nain Singh, der Kämpfer
- Dschaschu Paika und Latscha

Tiergeschichten
- Die fürsorgliche Ziege
- Tigerkönig und Kuhkönig
- Die Prinzessin und der Hahn

Schwänke und Schelmengeschichten
- Geschichten über Gonu Dscha
- Sieben auf einen Streich
- Die Blinde und der Taubstumme
- Ein Schurke
- Hahn oder Henne
- Die vier Räuber
- Die Geschichte vom alten Brahmanen
- Die Geschichte vom Dhwan Singh, dem Betrüger
- Die Geschichte vom dummen Brahmanen

Von Geistern und Dämonen
- Der faule und der fleißige Bruder
- Der gefräßige Rakschas

### Pakistan
Die Märchen der Weltliteratur – Märchen aus Pakistan. Eugen Diederichs Verlag, Düsseldorf/Köln 1980, Annemarie Schimmel (Übers. und Hrsg.).
- Der Lohn fürs Geben, die Strafe fürs Nicht-Geben
- Immer gleich bleibt die Güte des Guten, die Bosheit des Bösen
- Der Kaufmann Schönster Edelstein
- Der Teller, die Melone und das Messer
- Liebe für einen Groschen
- Der Maulwi und der Eseltreiber
- Die vier Prinzen
- Zwanzig Fragen
- Sie hat Augenschminke aufgetragen, aber es nicht richtig gekonnt
- Mitgefühl
- König Holzfäller
- Der kluge Blinde
- Das Wohlgefallen des Herrn
- Glück und Unglück
- Der königliche Räuber
- Der Halb-Freund und der ganze Freund
- Wie der Herr, so’s Gescherr
- Der Ausgleich
- Manches ist vergangen, manches wird vergehen
- Liebe kennt keine Entfernung
- Der Zauberer Aflatun
- Sedyan Fee
- Weiß-Rose-Fee
- Prinz Gul Munir
- Der leprakranke König
- Der kluge Affe
- Das Butterhaus
- Fürst Gutschmutsch und Wesir Tschitschmitsch
- Kaiser Sahne-Ahne und das Weidevieh
- Sultan Schakal
- Der Schakal und der Gammler
- Der Schakal und die alte Frau
- Das Zeugnis des Schakals
- Der Schakal und der Hase
- Die Gazelle und das Krokodil
- Der Hahn, das Stierkalb, der Hammel und das Kamel
- Die Stacheln des Igels
- Die schlaue Ratte
- Das kahle Zicklein
- Die Hochzeit des Fröschleins
- Der König und die flügellahme Krähe
- Der Storch und die Störchin
- Die Spätzin und der Spatz
- Der Schakal und der Sperling
- Die Schlange und der Schlangenbeschwörer
- Der Tod von Man Mossirro

### Pandschab
Die Märchen der Weltliteratur – Märchen aus dem Pandschab. Eugen Diederichs Verlag, Düsseldorf/Köln 1976, Helmtraut Sheikh-Dilthey (Übers. und Hrsg.).
- Ambi
- Lal Bibi und der Djinn
- Der halbe Prinz
- Der Sohn der neun Königinnen
- Der unheilvolle Ring
- Der Prinz und sein Zauberpferd
- Lali und Tali
- Bataun
- Die untreue Fürstin
- Die sieben Brüder
- Bulbul
- Die Sohne des Holzfällers
- Das Geheimnis vom Mäusedreck
- Der Schlangenring
- Die Zwillingsbrüder
- Der gebratene König
- Der goldene Reiter
- Die Belohnung des Königs
- Vom Prinzen, der auf die Probe gestellt wurde
- Die zwei Prinzessinnen
- Lauf, meine Tonne!
- Ein Sack voller Kamele
- Die goldene Ente
- Der Fakir und die Maus
- Das Krokodil und die Bauerntochter
- Die Ratte und die drei Zauberdinge
- Die Taube und der Bauer
- Die Alte und ihre treuen Diener
- Der Händler und sein Esel
- Spatz und Krähe
- Zwei Katzen und ein Brot
- Der weise Schakal
- Chanku und Manku
- Das Kamel und die Ratte
- Die durstige Krähe
- Frau Spatz und Herr Spatz
- Esel und Ochs
- Der schlaue Fuchs
- Maus und Katze
- Büffel und Spatz
- Herr und Frau Papagei
- Kamel und Schakal
- Dorfmaus und Stadtmaus
- Der Löwe und der Fuchs
- Die drei Fische
- Verkehre nur mit deinesgleichen
- Die fliegende Wasserschildkröte
- Die Freundschaft zwischen Taube und Ameise
- Hunger ist der größte Feind!
- Der Schneider und der Elefant
- Der Weg des Todes
- Die Schlange und der Reiter
- Vom Hirten, der die Liebe lernen wollte
- Der Apfel des Todes und der Apfel des Lebens
- Des Holzhauers Schatz
- Die kluge Kaufmannsfrau
- Die Geschichte von dem Mädchen, das Poupou hieß
- Das flötende Knöchelchen
- Der Prinz und die kluge Gärtnerstochter
- Das arme Waisenmädchen und der Räuber
- Vom Prinzen, der immer Märchen hören wollte
- Die gerechte Strafe
- Was ist das Beste vom Hammel?
- Des Rajas unbestechliche Gerechtigkeit
- Der Löwe kommt
- Vom Dorfschullehrer, der so gerne Schach spielte
- Wie groß ist des Teufels Schuld?
- Vom Bauer, der sich zur Ruhe setzte
- Der Mützenhändler und die Affen
- Der Stiefbruder
- Hundert Peitschenhiebe als Belohnung
- Wie die Weber die Mücken besiegten
- Der Kaufmann und sein Nachbar
- Vom Mollah und seinem Sohn
- Die drei faulen Bettler
- Der schönste Traum
- Die Zehn, die sich nicht zählen konnten
- Der Schlangenbeschwörer
- Lala Pagu Mal
- Der dumme Weber
- Azra und Kanazra
- Die Alte und die drei Diebe
- Wie der aus dem Dorf in die Stadt kam
- Der Taugenichts
- Sheikh Chilli
- Der Mollah, der seines Lebens überdrüssig war
- Genau das Gegenteil!
- Die Schlampe und das Gittertörchen
- Was von allein kommt, soll man kommen lassen

### Sri Lanka
Die Märchen der Weltliteratur – Märchen aus Sri Lanka. Eugen Diederichs Verlag, Köln 1985, Eckard Schleberger (Hrsg. und Übert.).
Mythen und Chroniken
- Sīhabāhu, der Löwensohn
- Prinz Vijaya und die Yakkhinī Kuvannā
- Die Krönung Vijayas
- König Devānampiyatissa
- Die Bekehrung zum Buddhismus
- Der gewaltlose Herrscher
- Kalyānī Tissa und Vihāra Devī
- Die Geburt von Prinz Gāmani

Märchen, Schwänke, Tiergeschichten
- Die Gläserne Prinzessin
- Amal Biso
- Der goldene Kürbis
- Der Juwelenhahn
- Bruder und Schwester
- Der schwarze Prinz
- Gegenden, in denen Menschen leben
- König Manamē
- Sokari
- Der Regenmacher
- Die böse Schwiegertochter
- Die zwei Juwelentruhen
- Der große und der kleine Lügner
- Der Diebfänger und die vierzig Diebe
- Die Schuld abschieben
- Der Vädda und die hochmütige Prinzessin
- Der Prinz und der Affe
- Schwiegersohn Schakal
- Die beiden Freunde
- Der kluge Elefant
- Kalu Hāmi
- Der Liebhaber der Gama Mahāge
- Die Kuchen des Gamarāla
- Punchi Gamaya als Parāssayā
- Das Tovilaya in einem Kürbis
- Der Bauer, der seine Frau eintauschte
- Der Bauer, der in den Himmel wollte
- Der betrogene Bauer
- Vom Bauern, der die Gebote achten wollte
- Wie die elf Brüder eine Frau fanden
- Gaban Vedarālas Ehe
- Die unehrlichen Händler
- Die Kobra und die Polonga
- Das Haus der Schildkröte
- Der Schakal und der Hase
- Der verliebte Löwe
- Die drei goldenen Weisheiten
- Die Trauer der Ameise

Von Göttern, Geistern und Dämonen
- Ärger mit einer Hure
- Gott Kadavara
- Divi Dos – der Fluch der Kuvēni
- Die Geschichte von Tōta Kadavara
- Der Ursprung der Sanni-Tänze
- Rīri Yak Kavi
- Kālī Yakini Kavi
- Pilli Yak Kavi
- Gōthayimbara Katāva
- Die Geschichte vom Mullēriyāwēwewa
- Geistergeschichten des Peta Vatthu
  - Die Elefanten-Peta-Geschichte
  - Die Peta-Geschichte des ohrlosen Hundes
  - Die Peta-Geschichte von Ambasakhara
- Die Prüfung des Pisāchyas
- Der Weg zum Samanala
- Uru Sītano
- Wie die Rhodiya-Kaste geboren wurde
- Der Thron des Buddha

Schelmengeschichten
- Geschichten von Maha Danamuttha
  - Maha Danamuttha und seine Schüler
  - Der Ziegenkopf
  - Die gehorsamen Schüler
  - Die Vorhersage des Astrologen
  - Der Tod des Meisters
- Geschichten von Andare
  - Einen Hügel werfen
  - Geh und sag es ihnen!
  - Der schlaflose Minister
  - Der streunende Ochse
  - Der Klügere von beiden
  - Wenn Taube sich unterhalten

Märchen aus Sri Lanka, Verlag Slovart, Bratislava 1985, Text von Elena Chmelova.
- Ilangoras Schatz

Geschichten von Einst
- Die Errettung der Kaufleute von Lanka
- Das Herrschergeschlecht das von einem Löwen abstammt
- Die Ankunft Vijayas auf Lanka
- Vijaya und das von ihm abstammende Geschlecht
- Die goldene Lotosblume

Geschichten von mächtigen Herrschern
- Der Straßenkehrer
- Der größte aller Könige
- König Tara und der Bettler
- Der ungelehrige Prinz
- Der gütige Maharadscha und der mißgünstige Fürst

Geschichten von gerechten und schlauen Richtern
- Das Urteil des Radschas
- Die entzweiten Kaufleute
- Der Töpfer, der Kaufmann und der weise Richter
- Der Bruderzwist
- Die Urteilsvollstreckung
- Der Zeuge

Geschichten von unseren Brüdern, den Tieren
- Der Bettler und die Seeschlange
- Die Brillenschlange und die Polanga
- Die Krähe, das Reh und der Schakal
- Der Greis, das Krokodil und der Schakal
- Der alte Papagei
- Prinz Taugenichts und der Affe

Geschichten von Weisen und von Dummköpfen
- Der dumme Radscha und der faule Berater
- Des Dichters Fluch
- Der Kluge und der Angsthase
- Der Glückspilz
- Der dümmliche Radscha und die kluge Frau
- Der Treiber

Geschichten von holden Jungfrauen
- Die Höhlenbewohnerin
- Die schöne und kluge Radschini
- Das Mädchen mit den bleichen Wangen
- Die traurige Radschini und der hölzerne Pfau

Geschichten von tapferen Jünglingen
- Der Fürst mit dem Schildkrötenpanzer
- Der Vogel der Jugend
- Der Fürst und die schöne Prinzessin
- Der König der Diebe

## Nordasien

### Sibirien
Die Märchen der Weltliteratur – Sibirische Märchen, Erster Band – Wogulen und Ostjaken. Eugen Diederichs Verlag, Düsseldorf/Köln 1968, János Gulya (Hrsg.).
- Der jüngste Bruder
- Der Ursprung des Paster-Volkes
- Die Mos-Frau
- Die gerechte Maus
- Der Enkel
- Die feurige Wasserflut
- Der Alte vom Großen Flußarm
- Einstiefel und der Fuchs
- Mos-Frau und Por-Frau
- Der Bretterschneider
- Das Siski-Vögelchen
- Die Füchsin und die Tiere
- Kemjas, der jüngste der drei Brüder
- Der schlaue Kaj
- Der Fuchs-Alte und die Kahnfahrer
- Der aus dem Knie der Frau geborene Mos-Mann
- Der Semper-Stein
- Der Lampask-Alte, Vampask-Alte und sein Enkel
- Der Enkel und der Zar Ohneherz
- Der scheintote Enkel
- Der Jäger und der siebenköpfige Waldgeist
- Die Schwester der drei Brüder
- Der kleine VOgel und die Maus
- Der Jäger und der Adler
- Die Beere und das Grasbüschel
- Der Sohn des Masmas-Alten
- Das Wundernetz
- Die kleine Maus
- Das Vögelchen und seine Schwester
- Die Frau, die für eine Lüge Feuer gab
- Der Kater und sein Oheim
- Der Mann, der Reichtum vergibt
- Die holzgeschnitzte Frau
- Die drei Schwestern und der Schlangenmann
- Die jüngste Schwester und ihr Söhnchen
- Rotfink
- Der Brotfladen
- Der Feuerschwamm-Anzünder
- Der Mäuserich
- Der Sieben-Zobel-hohe-kupferne-eiserne Unhold
- Eine Wundergeschichte
- Der Kupfermann
- Der Bären-Sohn
- Die Stieftochter
- Der verbrannte Alte
- Der Wettstreit

Die Märchen der Weltliteratur – Sibirische Märchen, Zweiter Band – Tungusen und Jakuten, Eugen Diederichs Verlag, Düsseldorf / Köln 1983, Gerhard Doerfer (Hrsg. und Übers.).
- Umtschegin und die Schwanenmädchen
- Kagenas Tochter
- Die Rache um der Ehre willen
- Silber, Weidenbaum und die Frau aus dem Meere
- Der Rabe
- Die zwei Brüder
- Das Haselhuhn
- Der Birkhahn
- Seweki und Awahi
- Christus und Satan
- Die Sintflut
- Der Schamane
- Das Sonnenmädchen
- Das kurze Jahr
- Der Waisenjunge und die Sonne
- Wie ein Mann eine Armbrustfalle aufstellte
- Wie ein Mann in die Unterwelt ging
- Wie ein Ewenke reich geworden ist
- Die Verwandlung
- Das sprechende Kästchen
- Die Menschenfresser
- Wie ein Ewenke im Himmel weilte
- Der Geist der Steppe
- Wie ein Mann in die Oberwelt geklettert ist
- Tschartschikān
- Hēladan
- Der Njurigdi und Nandri
- Das Pfeifhäschen und die Maus
- Der Bär und die Schnepfe
- Der Großvater Bär und der Fuchs
- Der Großvater und der Fuchs
- Der Fuchs
- Der Fuchs und die Frauen
- Der Hase
- Der Zobel und der Iltis
- Der Junge mit dem goldenen Nacken
- Wie Daiwang reich wurde
- Der Kluge, der Dumme und die Zwerge
- Der Ewenke und die Schlange
- Der dumme Iwul
- Mengun
- Der Mensch, der sich gegen den Herrn des Feuers verging
- Die Kalgam-Fee
- Tintingoki, der Schlaue
- Menschenweib und Froschweibchen
- Wie die Krankheit in die Welt kam
- Die Erschaffung des Himmels
- Der böse Schamane
- Die Leichenfeier
- Warum die Tiere verschieden sind
- Hund und Katze, die guten Helfer
- Der Schlegel
- Die fünf Kameraden
- Die zwei Schwestern
- Die Krähe und die Karausche
- Warum die Karauschen nur im See leben
- Der Frosch und der Elch
- Wie sie einen Fladen verfolgend dahinwanderten
- Der Mann und der Fuchs
- Der Held und das Meislein
- Kombo
- Die Ente und der Knabe
- Die Sage von Temun
- Der Tiger und der Knabe
- Das Märchen von der Ammer
- Die Herrin des Feuers
- Die Robbe, die Herrscherin des Meeres
- Moktschu Ketschikte
- Gewchetu
- Sage über die Entstehung der Erde
- Mangi
- Mangis Tod
- Die Entstehung der Welt
- Die drei Sonnen
- Als die Erde abkühlte
- Eine Sage aus alter Zeit
- Der eiserne Held
- Die Frau des Mannes
- Jadur, der Held
- Die zwei Schönen
- Der Frosch und die Maus
- Der Fuchs und der Reiher
- Die Krähe
- Der Taimenlachs und der Kabeljau
- Selemege
- Die zwei Kanda’a-Männer
- Die Hexe
- Die kostbare Glocke
- Der Wolf als Freier
- Wer ist der Stärkste?
- Die Stammessage der Mandschu
- Dummer Mann und kluge Frau
- Iparko und Chupibi
- Die Frau mit den großen Füßen
- Bandschin und Temschechan
- Kaiser K’ang-hsi als Zechpreller
- Wie die Berge entstanden sind
- Der Schöpfer und der böse Geist
- Warum die Völker verschieden sind
- Der Fuchs und die Quappe
- Wie beim Hermelin die Schwanzspitze schwarz wurde
- Die Wasserratte und das Vögelchen
- Der Krickerpel und der Königsadler
- Die Taucherente
- Angaa Mogus und Tschaartschachaan
- Taal-Taal, die Alte
- Der Gute Üdschüän
- Bärenauge Herumschweifer
- Die Schwestern
- Der Dieb Kuturuk
- Tääp-Tääp, der Alte
- Gut, daß ich geschwiegen habe

Sibirische Märchen. Artia Verlag, Prag 1980, erzählt von Michaela Tvrdíková.
- Wie die Erde entstand (Nganassanen)
- Der Held Altyn-Artschol (Chakassen)
- Von Selemege, der Eisen aß (Uden)
- Warum der Birkhahn rote Augen hat (Ewenken)
- Warum der Rabe schwarz ist (Mansen)
- Wie der Rabe einen Kaufmann überlistete (Jukagiten)
- Vom klugen Dalantaj (Burjaten)
- Von der Sonnenzarewna (Dolganen)
- Wie der Rabe Kurkyl die Sonne auf die Erde brachte (Tschuktschen)
- Wie sich der Eisbär mit den Tieren versöhnte (Tschuktschen)
- Wie der Eisbär um seinen Schwanz kam (Tschuktschen)
- Vom goldenen Vogel im Baumstumpf (Keten)
- Vom schlauen Damnin mit dem langen Bart (Burjaten)
- Poj-jaumbe (Ainu)
- Poj-jaumbe in der Unterwelt (Ainu)
- Wie der Rabe dem Krebs und dem Wolf mitspielte (Jukagiten)
- Warum der Sommer kürzer als der Winter ist (Jakuten)
- Der Wettkampf zwischen dem Karpfen und dem Fuchs (Ewenken)
- Lerne was, so kannst du was! (Tataren)
- Von Chaldau und den drei Sonnen (Orotschen)
- Vom heldenhaften Mädchen (Dolganen)
- Vom Zauberbecher, Stock, Hammer und Ziegenfell (Tuwiner)
- Vom neunmalklugen Bären (Altaier)
- Vom dankbaren Tiger (Ultschen)
- Wie der Specht den Fuchs überlistete (Ewenken)
- Warum der Hund bei den Menschen lebt (Nenzen)
- Vom Messer (Negidaier)
- Vom kleinen Helden mit dem Kupferknopf (Jakuten)
- Vom Jäger Chanty-cho (Chanten)
- Sonne und Mond (Koten)
- Wie der Rabe den Fuchs überlistete (Aleuten)
- Wie der Rabe seine Frau verlor (Aleuten)
- Wie der Fuchs den Raben an der Nase herumführte (Aleuten)
- Sibitschek und Sibdejek (Chakassen)
- Von der stolzen Ajoga (Nanaier)
- Vom alten Fischer und seinem Sohn (Nenzen)
- Von den fünf Brüdern (Ewenen)
- Dschenku-mafa und Baja-mafa (Uden)
- Warum der Geier Aas frißt (Jakuten)
- Vom Stern der Diebe (Nganassanen)
- Wie sich der Fuchs, der Wolf und der Bär den Honig teilen wollten (Altaier)
- Vom Eisbären und dem Nordwind (Tschuktschen)
- Der Bai und das Gewitter (Burjaten)
- Alpamscha (Schoren)
- Kodur-ool (Tuwiner)
- Die Schwester der sieben Himmelsbrüder (Orotschen)
- Die Tochter des Fischers (Niwchen)
- Der Schwiegersohn der goldenen Sonne (Jakuten)
- Vom Halbmenschen (Enzen)
- Warum das Ren tief in der Tundra lebt (Orotschen)
- Wie der Fuchs dem Bären einen Sack Mehl auffraß (Ewenken)
- Des Regenpfeifers Fett (Mansen)
- Die Menschenfresserin mit den langen Ohren (Altaier)
- Der Junge aus dem Faß (Tataren)
- Von tojon Bojlit und dem Sklaven Bert-er (Jakuten)
- Warum das Eichhörnchen einen langen Schwanz hat (Tuwiner)
- Vom listigen Fuchs (Ewenen)
- Vom Bogen „Schreiender Kranich“ (Chanten)
- Vom Herrn des Schwarzen Berges (Schoren)
- Tajschin und der Teufel (Jakuten)
- Vom geizigen Raben Kytch (Itelmen)
- Vom Raben Kytch und den Mäusen (Itelmen)
- Itscha und der Waldgeist (Selkupen)
- Warum der Kranich und die Ente nicht das Jakutenland erreichen (Jakuten)
- Warum das weiße Hermelin eine schwarze Schwanzspitze hat und der weiße Hase schwarze Ohren (Altaier)
- Warum Burunduk gestreift ist (Niwchen)
- Warum der Plattfisch platt ist (Ewenken)
- Das Mädchen im Mond (Jakuten)
- Von Chunlelu und seinen Brüdern (Tschuktschen)
- Wie der alte Gulachan sein Unglück überwand (Ewenen)
- Vom Bai und dem Jäger (Chakassen)
- Wer ist am stärksten? (Nanaier)

Märchen der Völker der Sowjetunion – Märchen der Völker der RSFSR. Raduga-Verlag, Moskau 1987.
- Die goldene Schale (burjatisch)
- Das Mädchen und der Mond (Tschuktschen)
- Der Herr über die Winde (Nenzen)

### Tuwa
Tuwinische Volksmärchen. Akademie-Verlag, Berlin 1978, Erika Taube.
- Lobpreis des Altai
- Das listige Füchslein
- Das verschlagene Füchslein
- Die alte Elster
- Warum der Fuchs rot wurde
- Der Alte, die Alte und das Füchslein
- Das Füchslein
- Das Paßgängerfohlen
- Der Schamanenwolf und der Gelehrtenwolf
- Das mutige Ziegenböckchen
- Wie der Hase das Schaf rettete
- Der weiße Hase
- Gericht über den Wolf
- Wer ist schuldiger?
- Der graue Hase
- Der Alte und die Tiger
- Die Katze als Lehrer
- Warum das Wildschaf nur zwei Augen hat
- Warum sich das Murmeltier verfluchte
- Warum die Vögel nicht sprechen
- Der Zeisig
- Die faule Eule
- Die vier Geschwister
- Gunan Chara Baatyr
- Ergen-ool
- Chewis Süüdür
- Bögen Sagaan Toolaj
- Scharaldaj Mergen mit dem gelbscheckigen Pferd
- Ötgek Dshuman
- Antschy Kara
- Der Sohn des Aralbaj Chaan
- Der Chaan mit den zwölf Frauen
- Das Fröschlein
- Der Junge mit dem Hund, der Katze und dem Fisch
- Ösküs-ool und die Tochter des Kurbustu Chaan
- Kodur-ool und Bitsche-kys
- Baj Nasar
- Any Mergen mit dem Roß Ak Schang
- Ösküs-ool und das Füchslein
- Warum sich der Erzähler nicht lange bitten lassen soll
- Der Lehrer Ak Tung
- Der Greis mit den drei Söhnen
- Der Greis und der Goldene Adler
- Der Arme und der Reiche
- Von dem Jungen, der so groß war wie ein Kniescheiblein
- Die drei Brüder
- Die drei Brüder Blasenkopf, Fadenhals und Röhrenbein
- Der Chaan mit den Eselsohren
- Die zwei Brüder oder Der Greis Erenzen
- Charaat Chaan und Dshetschen Chaan
- Der von der Wahrheit besiegte Chaan
- Das Märchen vom schönen Traum
- Der Alte und der böse Mangys
- Das Bübchen mit den tausend falben Pferden
- Die Zwillingssöhne des Chaans
- Döng Chööshük
- Der Zauberer Agaraldaj
- Die schrecklichen schwarzen Mangysse
- Der Greis Tosandaj und der böse Mangys
- Der Greis Bumbaadaj
- Der einsame Glatzkopf mit dem einen Kamel und die sieben Glatzköpfe mit den sieben Kamelen
- Der Maler und der Holzschnitzer
- Der kluge Junge
- Deptegen, die schwarze Alte mit dem Sack aus Kamelhaut
- Der Mangys im Mond
- Jowgun Mergen
- Die Legende von Burgan Baschky und Otschirwan
- Die graue Maus und die schwarze Maus
- Dshaagaj Schapkan
- Die Geschichte von den Menschenfressern
- Ösküs-ool vom Tschinge-Kara-Chem
- Der Lama und die Zieselmaus
- Märchen eines Lügners

## Zentralasien

### Kasachstan
Kasachische Volksmärchen. Raduga-Verlag, Moskau 1986.
- Der Zaubergarten
- Die schöne Aislu
- Der Chan Sulejmen und der Vogel Baigys
- Der gekaufte Traum
- Die schöne Mirshan und der Herrscher des Unterwasserreichs
- Kadyrs Glück
- Das Pferd des Chans Shanibek
- Der Schmied und seine treue Frau
- Ein sonderbarer Name
- Die Brüder wandern durch die Welt
- Die Tochter des Holzfällers
- Nurshans Söhne
- Adak (Legende)
- Vierzig unglaubliche Geschichten
- Zwei Spitzbuben
- Der tapfere Esel
- Drei Freunde
- Der Esel als Sänger
- Warum die Schwalbe einen gegabelten Schwanz hat
- Der weise Shirensche und die schöne Karaschasch
- Der Hellseher
- Drei Jäger
- Von dem Guten und dem Bösen
- Der Reiche und der Arme
- Das Märchen vom Faulen
- Tepen Kok

Die lustigen Streiche des bartlosen Schelms Aldar-Kosse
- Wie Aldar-Kosse seinen Weg begann
- Wie Aldar-Kosse den Dschinn vertrieb
- Wie Aldar-Kosse den Teufel überlistete
- Wie Aldar-Kosse Knechte bewirtete
- Wie ein Bei mit Aldar-Kosse Bekanntschaft schloß
- Wie Aldar-Kosse einen geizigen Mullah bestrafte
- Wie Aldar-Kosse einer Witwe aus der Not half
- Wie Aldar-Kosse bei dem Geizhals Schigaibai zu Gast war
- Wie Aldar-Kosse dem Bei einen gelehrten Hasen verkaufte
- Wie Aldar-Kosse einen Bei kurierte
- Wie Aldar-Kosse einen armen Dshigiten verheiratete
- Wie Aldar-Kosse einen löcherigen Tschapan gegen einen Fuchspelz tauschte
- Wie Aldar-Kosse drei Riesen besiegte
- Wie Aldar-Kosse einem Bei beibrachte, Esel anzubauen
- Wie Aldar-Kosse zwei reichen Jägern die Zeit vertrieb
- Warum Aldar-Kosse bartlos war
- Wie Aldar-Kosse einen Richter um Rat fragte
- Wie Aldar-Kosse einen Raufbold bändigte
- Wie Aldar-Kosse das Lied in Schutz nahm
- Wie Aldar-Kosse einen stolzen Mann beschämte
- Wie Aldar-Kosse bei Alascha-Chan in Dienst kam
- Wie Aldar-Kosse Alascha-Chan ausspielte
- Wie Aldar-Kosse dem Tod entkam
- Wie Aldar-Kosse der Verfolgung entkam

Märchen aus Kasachstan. Verlag Werner Dausien, Hanau/Main 1988.
- Der Gute und der Böse
- Die schöne Kunkej
- Der Zaubergarten
- Nauscha und Silybaj
- Großväterchen Kanbak
- Die drei Schwestern
- Der junge Held und die Hexe
- Der goldhaarige Totambaj
- Der unsichtbare Dieb
- Der Weisheitsverkäufer
- Der Jüngling und die Wölfin
- Der Wundervogel
- Drei Brüder und die wunderschöne Ajslu
- Kadyrs Glück
- Der Reiche und der Arme
- Akbaj
- Die vierzig Söhne des Kahns Auez
- Eine Braut und drei Werber
- Batyr Abat
- Warum der Mensch und die Schwalbe Freunde sind
- Der Fuchs, der Bär und der Schäfer
- Der mutige Esel
- Der Fuchs und der Affe
- Der Bär und die Stechmücke
- Der arme Ahmed und die ungerechten Berater des Khans
- Der kluge Ajaz
- Der Schelm Aldar-Kose
- Dschirensche, der Schelm
- Wie Aldar-Kose Dschirensche übertrumpfte

### Tibet
Herbert Bräutigam
- Die Prinzessin Wen Cheng und der Gesandte aus Lhasa
- Der gefoppte Lama
- Die Riesen
- Warum der Sperling hüpfen muß
- Der Sandelholzhändler
- Die zwei zänkischen Katzen
- Das Muschelmädchen
- Die Laus und der Floh
- Mutse kuku
- Die bestrafte Krähe
- Xiongsen, der Pferdehirt
- Der Adler und der Frosch
- Nieju sangbau, der Hofnarr
- Vier Freunde und ein Pfirsichbaum
- Der Vielfraß
- Der Löwe, das Nashorn und der Fuchs
- Der Lama von Drebong
- Der Esel und der Tiger
- Der Zimmermann und die Prinzessin
- Der Löwe und der Hase
- Prinz Achu und die schöne Ngoman
- Der Kuckuck und die Taube
- Der Hirte Sangzhou
- Die Schildkröte und der Affe
- Der Zauberstein
- Die Katze
- Die Affen
- Onkel Dengba und der Reiche
- Ein kluges Schäfchen
- Dieser und Jener
- Vom Goldbarren, dem Silberbarren, dem Teppich, dem Stiefel und dem Getreidekorn
- Der habgierige König
- Der Reiher, die Fische und der Krebs
- Vater Eisenhammer
- Der Adler und der Hahn
- Die Schöne
- Das Kamel und die Ziege
- Der Tusse und der Magier

Weitere Bücher
Die Märchen der Weltliteratur – Märchen aus Tibet. Eugen Diederichs Verlag, Düsseldorf/Köln 1965, Helmut Hoffmann (Hrsg. und Übert.).
- Die alttibetische Kosmogonie
- Der Affe und die Felsdämonin
- König Gri-gum btsan-po und seine Söhne
- Die Geschichte vom Pferd und Yak
- Kesars Jugend
- Kesar und der Nordriese
- Die Höllenfahrt der Ling-sa-schos-kyid
- Der Stûpa der Gänsehirtin
- Die Geschichte des Glücksschafes
- Die Geschichte des toten Ngo-rub-can
- Der Goldspeier und der Türkisenspeier
- Die böse Stiefmutter
- Die dankbaren Tiere
- Die Schakale und der Tiger
- Der Tiger und der Mensch
- Die Geschichte von der Redlichkeit
- Die Geschichten vom Fuchs, Löwen, Bär und Wolf, diesen vieren
- Ameisengeschichten
- Die törichte Füchsin
- Der Rabe und der Frosch
- A-khu ston-pa, der tibetische Eulenspiegel
- Der Tod der Elster
- Die beiden Fischotter und der Schakal
- Bestrafte Habgier
- Die tugendhaften Tiere
- Der heuchlerische Kater
- Die rachsüchtige Krähe
- Ochsen als Zeugen
- Der Schakal als Verleumder
- Der stumme Krüppel
- Der Zauberlehrling
- Die beiden Brüder
- Wie eine Frau Liebe lohnt
- Die fünf Liebhaber
- Der Prinz Dshîvaka als König der Ärzte
- Suçronî
- Das salomonische Urteil
- Die Geschichte von Sorprengtschan

Märchen aus Tibet und anderen Ländern des Fernen Ostens. Artia Verlag, Prag 1974, Dana und Milada Šťovíčková.
- Das Brokatbild (Dschuang)
- Das Mädchen mit der weißen Kastanienblüte (Tibet)
- Das goldene Meer (Che-tsche)
- Der Steinmetz (Dschuang)
- Der Arme und der Reiche (Tibet)
- Morgenröte und Abendstern (Dschuang)
- Vom tapferen Jasmin (Oluntschen)
- Vom klugen Scherab (Tibet)
- Der Waisenknabe und die Drachenprinzessin (Li-li)
- Zwei Irrlichter (Ka-wa)
- Die Muscheljungfrau (Tibet)
- Sä-norbu (Tibet)
- Das himmlische Urteil (J)
- Die Waldnymphe (Ta-wo-er)
- Das weiße Federkleid (Tung-Hsiang)
- Das Tränenseil (Dschuang)
- Der ausgetrocknete See (Tjiang)
- Das steinerne Pferd (Schui)
- Der Affe und das Kamel (Tibet)
- Trockenblume (mohammedanisches Märchen)
- Wie zwei neue Sterne erschienen (Gau-schan)
- Die Affen und der Krug (Tibet)

### Turkmenistan
Turkmenische Volksmärchen. Raduga-Verlag, Moskau 1987.
- Kleiner-Tropf-groß-wie-ein-Topf-mit-einem-Bart-zwei-Spannen-lang
- Einhundert Goldmünzen
- Gülnar-dshan
- Der Unhold Dew und die drei Jungfrauen
- Der krumme Rabe
- Der Jüngling und die Wegelagerer
- Der Schahzada und das Fohlen
- Achmed
- Das Glück und die Gelin
- Der kluge Jüngling
- Der Wesir und die Kinder
- Ak-Pamyk
- Ein Bei ist eines Ischans wert
- Der Bei und die Knechte
- Padischah Charun Raschid
- Die Stieftochter
- Guldshachan
- Der Sohn des Diebes
- Owes Jalta
- Der Arme und der geizige Ischan
- Bjáchlili Daná
- Kerem
- Karamergen
- Der Hirtensohn
- Die Ratschläge des alten Vaters
- Brautgeld für die Tochter des Padischahs
- Freigebigkeit und Prahlerei
- Der gute Daichan
- Die Söhne des Padischahs und der Sklavin
- Eine Frau auf dem Thron
- Der Teppichknüpfer
- Sachatdurdy
- Mamed-dshan
- Die eigenen Beine
- Der feige Chudaiberdy und die Füchsin
- Das Geschenk
- Der Hirte
- Choresmin
- Vom Armen, der den Padischah überlistete
- Der Witwe Sohn
- Gut und Böse
- Wie Jarty-gulak Vater und Mutter fand
- Drei Fladen
- Nachbars Weingarten
- Klein aber hurtig
- Die verhexten Wasserbüffel
- Das Märchen vom Mulla, vom Richter und von Jarty-gulak
- Das Märchen von der bärtigen Braut
- Jarty-gulak und der Zauberer
- Jarty-gulak und die Räuber
- Jarty-gulak und die Derwische
- Jarty-gulak in der Tschaichana
- Das sprechende Kamel
- Die silberne Tjubetejka
- Jarty-gulak zieht in die Welt

### Usbekistan
Die Märchen der Weltliteratur – Märchen der Usbeken. Eugen Diederichs Verlag, Köln 1984, Ilse Laude-Cirtautas (Hrsg. und Übers.).
Tiermärchen
- Der Fuchs und der Pfau
- Die Käferdame
- Das Schaf und der Wolf
- Der hungrige Wolf
- Die Ziege, das Schaf und die Wölfe
- Die Adler
- Der Alte mit dem geschundenen Rücken
- Der lahme Wolf
- Das Mäusemädchen
- Schlage, Knüppel, schlage
- Die Schlangenfee
- Der Krumme und der Gerade
- Die Schlange speit nur Gift

Heldenmärchen
- Der Held Bȧltakai
- Die heldenhafte Turabeka-Khanim
- Die Geburt des Helden Gorogli

Zaubermärchen
- Tanze, mein Hündlein, tanze!
- Der goldlockige Jüngling
- Der verstoßene Prinz und die Fee
- Erka-Dschȧn
- Die Jalmȧghiz
- Kendscha-Bȧtir
- Die fünf Helfer des Prinzen
- Kilitsch Kȧra

Sozialmärchen
- Die Frau des Helden
- Der Jäger Bȧtir und der Verleumder
- Der kluge Hirte
- Die Prinzessin Ȧidschamȧl und der Kahlköpfige
- Das kluge Mädchen
- Er Ali Khan und die drei Diebe
- Der Padischah und der Sänger
- Der Hirte Ali
- Der gehörnte Alexander

Abenteuermärchen
- Tȧhir und Zuchra
- Tȧhir und Zuchra (2)
- Zȧrlik und Munglik

Sprichwörtermärchen
- Der süße Schlaf
- Die goldenen Äpfel
- Das Kind ist König
- Gesundheit ist Gold wert
- Das Beste und das Schlechteste ist die Zunge
- Der Mensch ohne Handwerk ist dem Tode nahe
- Der Lohn der eigenen Arbeit ist süß
- Was immer man tut, es trifft einen selber
- Der geizige Reiche und seine Söhne
- Das Minarett und der Storch
- Der Weise

Usbekische Volksmärchen. Raduga-Verlag, Moskau 1984.
- Die drei Recken
- Der Bei und der Kadi
- Farchad und Schirin
- Drei Unwahrheiten, in jeder vierzig Fabeln
- Sijad-Batyr
- Alischer und Güli
- Der dumme Schah
- Schlag zu, Knüppel!
- Von der Nachtigall mit der süßen Stimme
- Gelernt ist gelernt!
- Die kluge Tochter
- Tahir und Suchra
- Sussambil
- Der grausame Schah
- Husnobad
- Des armen Mannes Tochter
- Iskander hat Hörner
- Mochistara
- Seines Vaters Vermächtnis
- Der Recke aus dem Sonnenland
- Vom buckligen Alten
- Vom wahrsagenden Bettler
- Vom Zaubervogel Murkumomo
- Vom Kahlkopf und dem Padischah
- Der weise Arzt

## Ostasien

### China

#### Han-Chinesen
Märchen der Han-Chinesen
Ch’ing-shui: Sonne und Mond. Shaohsing 1933.
- Zwei schöne Frauen (Kuangtung)
- Warum der Mensch nach dem Tode nicht wieder lebendig wird (Kuangtung)

Lin Lan
Das einbeinige Kind. Schanghai 1932.
- Der Tigergeist (Schanghai)
- Der Fischgeist (Chekiang)
- Jeder hat das Schicksal, das ihm bestimmt ist (Chekiang)

Großer König Asche. Schanghai 1933.
- Der Fischottergeist (Kiangsu)
- Der Lebende Leichnam (Chekiang)
- Der Aschenkönig (Chekiang)

Die Mutter in den Wolken. Schanghai 1933.
- Die drei Kupferstücke (Mittelchina)

Lou Tse-k’uang: Geschichten vom klugen und vom dummen Mädchen. Shanghai 1933.
- Die schweren Fragen (Chekiang)

Sun Chia-hsün: Der Stein des Säuglings. Schanghai 1930.
- Die Meeresfee (Kiangsu)
- Erllang nimmt Berge und drückt Sonnen aus (Kiangsu)
- Die Aschenbürstebrücke (Kiangsu)

Sung Chê
Volksmärchen aus Yünnan. Hongkong 1961.
- Das Fischmädchen (Yünnan)
- Zwei Brüder und zwei Schwestern (Yünnan)
- Die Brüder (Hunan)
- Nandi (Yünnan)

Volksmärchen aus der Provinz Kui-chou. Hongkong 1961.
- A-hsiu (Kuichou)
- Der Papagei (Kuichou)

Szu-t’u Pai: Zwei Wassermelonen. Hongkong 1956.
- Dschau Tjiau-örl bringt die Lampe weg (Szuchwan)
- Die Kürbisklippe (Szuchwan)

Yu Jiyuan: Das Perlenboot. Erzählungen von der Jagd und von der Ginsengsuche. Changchun 1986.
- Die Sturmperlen

Weitere Märchen
- Die Chinakohl-Fee (Die drei umfassenden Sammlungen der Volksliteratur Chinas.[4] Yuhong/Shenyang 1987.)[3]
- Das Ginseng-Mädchen (Ausgewählte Volkserzählungen Heilongjiangs. Harbin 1983.)[3]
- Der stummelschwänzige alte Li (Ausgewählte Volkserzählungen Heilongjiangs. Harbin 1983.)[3]
- Der Richter Baogung (Chekiang; Zeitschrift I-feng)[2]
- Warum wird der Pferdemaulbeerbaum nicht hoch? (Chungking; Zeitschrift Min-su)[2]
- Die beiden Schwestern (Kiangsi)[2]
- Die zwei Brüder (Kiangsi)[2]
- Das Heldenmädchen (Kuanghsi; Gesammelte Nachrichten über duftende Schönheiten)[2]
- Der Schlangenmann (Kuangtung; Zeitschrift Min-su)[2]
- Der Bienenkönig (Kuangtung; Zeitschrift Min-su)[2]
- Der 15. Tag des 1. Monats (Kuangtung; Zeitschrift Min-su)[2]
- Bienen als Ehevermittler (Kuangtung; Zeitschrift Min-su)[2]
- Die Rache des Stars (Kuangtung; Zeitschrift Min-su)[2]
- Die Seidenhose (Kuangtung; Zeitschrift Min-su)[2]
- Drei Kostbarkeiten (Kuangtung; Volksmärchen aus der Provinz Kuangtung. 2 Bände, Kanton 1959.)[2]
- Zwei Kupfermünzen (Kuangtung; Im Volk)[2]
- Der Eisenbettler (Kuangtung)[2]
- Der Alte Dschang (Kuangtung)[2]
- Große Liebe (Kuangtung)[2]

Weitere Märchen (Hakka) (in Taiwan lebend)
- Kuhhirt und Weberin
- Die Feenmutter
- Des Fischers Abenteuer
- Der Krötenkaiser
- Drei Brüder und eine Fee
- Mond und Sonne
- Kohle, Bohne und Reisstroh
- Die hölzerne Ahnentafel
- Die Ahnentafel
- Das Jahr
- Die achtköpfige Schlange
- Er tarf einen Geist
- Ein Geist wird ein Schaf
- Der Berggeist
- Der Wassergeist
- Die frommen Bettler
- Buddha füttert den Adler
- Das Heiratsregister
- Eine Liebesgeschichte
- Der Fischgott
- Die Frau im Mond
- Der Zaubernapf
- Die Brände
- Die Reisquelle
- Die feine Nase
- Karpfenfang
- Zur Rettung der Mutter das Kind begraben
- Der kluge Richter
- Das gestohlene Huhn
- Der Lehrer und der Kapaun
- Einen Kuchen zeichnen
- Dscheng wird Statthalter
- Die Kostbarkeit
- Die Befreiung der Schildkröten
- Warum bei Maus und Vogel die Fledermaus verhaßt ist
- Affe und Krabbe
- Der gierige Fuchs
- Die getreue Katze
- Der Dank der Ameisen
- Der Dumme lernt das Klugsein
- Die dumme Frau
- Die Geschwister
- Ein Hahn legt keine Eier
- Die kluge Frau
- Die Wüste
- Eine Schale Abwaschwasser
- Der Gelehrte und seine Bücher
- Zum Östlichen Paradies

Weitere Märchen (Taiwan) (meist auch auf dem Festland bekannt bzw. von in Taiwan lebenden Chinesen oder deren Nachkommen erzählt)
- Der Ursprung des Feuers
- Geburt im Sarg
- Das Türklopfgespenst
- Die achtzehn Erleuchteten
- Unterweltsbesuch
- Ma-dsu-Regen und Sturm des Da-dao Gung
- Die Versiegelung der Reichtumstür
- Zwei Achterflüsse
- Der Erdgott
- Die Tigerhöhle
- Der Ochse
- Der Witzemacher
- Buckel und Hasenscharte
- Die neun Söhne
- Sohnesliebe rührt den Räuber
- Herr Zweig muß auf sich selber böse sein
- Die Wunderheilung
- Die Konkubine
- Schwiegertochter und Schwiegermutter
- Wahrsagerei
- Der gute Alte und sein Hund
- Der Mensch stirbt am Reichtum, der Vogel am Futter
- Der vegetarische Tiger
- Kaninchen und Teufelsfische
- Die beste Antwort
- Der Dumme hütet das Haus
- Bauern in der Stadt
- Der Tiger des Kreisbeamten

#### Minderheiten
Batu Baoyin: Sammlung orotschonischer Volkserzählungen. Peking 1984.
- Bainatscha, der Gott der Wälder und Wildtiere (orotschonisch)

N. A. Baskakov: Jazyk priissykkul’skich ujgurov. Alma-Ata 1978.
- Der Esel als Held (uigurisch)

Wu Bing’an, Li Wengang, Yu Zhixian und Jin Tianyi: Auswahl  mandschurischer Volkserzählungen. Shenyang 1983.
- Der Ursprung des Dschurtschenvolkes (mandschurisch)
- Der Ginsengvogel (mandschurisch)
- Marder und Dachs (mandschurisch)

Bai Cuiying, Xing Yuan, Fu Baolin und Wang Xiao: Einführende Untersuchung der Schamanenkunst der Horqin. Tongliao 1986.
- Hôbôgtai, der Schamane (mongolisch)

Zhang Fengzhu und Cai Bowen: Auswahl aus der orotschonischen Volksliteratur. Hohhot 1980.
- Die Abenteuer des Altan Buto (orotschonisch)
- Wie Altanie seine Seele zurückerhielt (orotschonisch)

Ä. Hašim: Ujyur chälq mäsälliri. 2 Bände, Urumqi 1980–1982.
- Der Fuchs teilt die Beute (uigurisch)
- Das Pferd und der Tiger (uigurisch)
- Der Frosch als Prahlhans (uigurisch)

Husile und Xue Ying: Gesammelte Volkserzählungen der Daur. Hohhot 1981.
- Großer Bruder Fuchs (daurisch)

B. Kebekova und A. Tokombaeva: Qïryïz el žomoqtoru. Frunze 1975.
- Der Fuchs, die Schildkröte und die Zecke (kirgisisch)

S. E. Malov
Ujgurskij jazyk. Chamijskoe narečie. Moskau 1954.
- Das kluge Mädchen (uigurisch)

Lobnorskij jazyk. Frunze 1956.
- Der Wahrsager (uigurisch)

Jazyk želtych ujgurov. Moskau 1967.
- Der kluge Jüngling (Gelbe Uiguren)
- Der Jäger und sein dummer Vater (Gelbe Uiguren)
- Der schlaue Tunichtgut (Gelbe Uiguren)

Mergendii: Daghurische Volkserzählungen (mongolische Ausgabe von Auswahl daghurischer Volkserzählungen). Hohhot 1983.
- Boobu und Schadscha – das daghurische Aschenputtel (daghurisch)
- Orgoidaa keku, der Herr über die Hirsche (daghurisch)

U. Ömär
Säläj Čaqqan lätipiliri. Kaschgar 1982.
- Der Gruß des Esels (uigurisch)
- Der Verstand des Richters (uigurisch)

Chäzinä. Kaschgar 1985.
- Güli Räna (uigurisch)
- Wenn man Nas kaut … (uigurisch)

O. Qanapïjn und Z. Sanik-ulï: Qazaq chalïq ertegileri. Urumqi 1980.
- Der Fuchs und das Rebhuhn (kasachisch)
- Der hungrige Wolf macht sich Hoffnungen (kasachisch)
- Dem Gefräßigen wird der Fraß zum Verhängnis, dem Schlauen die Schlauheit (kasachisch)
- Der blondköpfige Jigit (kasachisch)
- Das Mädchen in der Truhe (kasachisch)
- Die drei Brüder (kasachisch)
- Oral (kasachisch)
- Das Gold im See (kasachisch)
- Aldarköse und der Chan (kasachisch)
- Aldarköse und der Teufel (kasachisch)

Zhang Qizhuo und Dong Ming: Sammlung von Erzählungen dreier alter Mandschuren. Shenyang 1984.
- Das Birkenmädchen (mandschurisch)
- Das Ginsengkind (mandschurisch)

A. Rachman: Ujyur chälq dastanliri. Urumqi 1981.
- Tschin Tömür Batur (uigurisch)

A. Sadiq: Ujyur chälq čöčäkliri. 5 Bände, Urumqi 1979–1983.
- Der treue Vogel (uigurisch)
- Das Affenmädchen (uigurisch)
- Der Hirte als Padischah (uigurisch)
- Das hölzerne Pferd (uigurisch)
- Das goldene Schwert (uigurisch)

G. Sadvakasov: Jazyk, ujgurov ferganskoj doliny. 2 Bände, Alma-Ata 1970.
- Äpändi macht nur Spaß (uigurisch)
- Das Flohpulver (uigurisch)

Wang Shiyuan, Ma Mingchao und Baishan: Ausgewählte Volkserzählungen der Ewenki. Shanghai 1989.
- Der Fuchs mit der Zahnlücke (ewenkisch)

Wang Shiyuan, Ma Mingchao und Huang Renyuan: Ausgewählte Volkserzählungen der Hezhen. Shanghai 1986.
- Der Mergen Xiangseu (hezhenisch)[3]
- Die Mundorgel (hezhenisch)[5]
- Der Große Bär (hezhenisch)[5]
- Der Himmelsfluß (hezhenisch)[5]

Li Shujiang und Wang Zhengwei: Ausgewählte Volkserzählungen der Hui. Shanghai 1985.
- Adam und Hāwwā (Hut)

Sayin Tana: Ausgewählte daurische Volkserzählungen. Hohhot 1987.
- Der Schamane Tooqingga (daurisch)

E. R. Tenišev
Salarskie teksty. Moskau 1964.
- Die Katze, die Maus und der Spatz (Salaren)
- Der Hase, der Wolf und der Fuchs (Salaren)
- Mungys-Qardschach (Salaren)
- Masembu (Salaren)

Ujgurskie teksty. Moskau 1984.
- Der Hahn, der Esel und der Igel (uigurisch)

S. Tochti und H. Hušur: Chälg čöčäkliri. Urumqi 1984.
- Das Heldenmädchen (uigurisch)

Fu Yingren: Mythen-Erzählungen der Manju. Harbin 1985.
- Wie Tuwa das Feuer zu den Menschen brachte (manjurisch)

Xia Yinyue und Cao Baoming: Ausgewählte Sammlung von Volkserzählungen aus Jilin 1949–1989. Changchun 1990.
- Hunderttagerot (koreanisch)

Meng Zhidong: Auswahl daghurischer Volkserzählungen. Shanghai 1979.
- Dschugui Mergen und die verräterische Dienerin (daghurisch)

Zweigestellte der Chin. Gesellschaft: Auswahl  mandschurischer Volkserzählungen. Shenyang 1981–1983.
- Der Sonne-Mondfels (mandschurisch)
- Der Polarstern (mandschurisch)
- Die zwei tapferen Brüder (mandschurisch)
- Der Himmelssee (mandschurisch)
- Der Prinz der Karauschen (mandschurisch)
- Der Zobelgott (mandschurisch)
- Der Goldflossenkarpfen (mandschurisch)
- Die Handtrommel (mandschurisch)
- Das Walnußmädchen (mandschurisch)
- Der Ginsengfelsen (mandschurisch)

Zweigestellte der Chin. Gesellschaft: Ginsengmärchen. Peking 1984.
- Den Ginsengbruder vergessen (mandschurisch)

Weitere Märchen
- Das Flüstern der Feuerbecken (daghurisch; Auswahl von Werken der Literaturen der Minderheitenvölker Chinas. Shanghai 1981.)[5]
- Duschi Mergen und die mythischen Tiere (daghurisch; Caoyuan. 1981.)[5]
- Die seltsamen Rüben (daurisch; Sammelausgabe von Materialien zur Volksliteratur der Mongolen, Daur und Oroqen. Hohhot o. J.)[3]
- Haniaakaa (daurisch; Volksliteratur Hulun Buirs Bd. 1, Sagen und Erzählungen aus Hulun Buir. Hailar 1984.)[3]
- Woher kommt die Menschheit? (ewenkisch; Volksliteratur Heilongjiangs. 1983.)[3]
- Die Windgottheit (ewenkisch; Volksliteratur Heilongjiangs. 1983.)[3]
- Donner- und Regengottheit (ewenkisch; Volksliteratur Heilongjiangs. 1983.)[3]
- Sage von der Erschaffung des Menschen und aller Wesen aus Lehm (ewenkisch; Volksliteratur Heilongjiangs. 1983.)[3]
- Die Herkunft der Schamanentrommel (ewenkisch; Volksliteratur Heilongjiangs. 1983.)[3]
- Der Brennholzsucher und die Python-Schlange (ewenkisch; Volksliteratur Heilongjiangs. 1983.)[3]
- Die gutherzigen kleinen Schneehasen (ewenkisch; Volksliteratur Hulun Buirs Bd. 1, Sagen und Erzählungen aus Hulun Buir. Hailar 1984.)[3]
- Die Geschichte von den Hezhen und dem Ketalachs (hezhenisch; Volksliteratur Heilongjiangs. 1983.)[3]
- Das Himmelsschaf im Mondschein (Hut; Umfassende Sammlung der Volksliteratur der Provinz Jilin.[10] Yanji 1987.)[3]
- Die Sage vom Kurban-Fest (Hut; Umfassende Sammlung der Volksliteratur der Provinz Jilin.[11] Jilin 1988.)[3]
- Yusuf (Hut; Ausgewählte Volkserzählungen Heilongjiangs. Harbin 1983.)[3]
- Der Junge und die Schwalbe (kasachisch; Zeitschrift Mura. Urumqi 1982.)[6]
- Der Jäger Qarlybaj (kasachisch; Zeitschrift Mura. Urumqi 1984.)[6]
- Der kleine Finger (kirgisisch; Zeitschrift Šindžan qïryïz adabijatï. Urumqi 1985.)[6]
- Der furchtsame Dschanbaj (kirgisisch)[6]
- Tapfere und verwegene Menschen (kirgisisch; Ausgewählte Volkserzählungen Heilongjiangs. Harbin 1983.)[3]
- Das Heilwasser-Tal (koreanisch; Gesammelte Volkserzählungen der Koreaner. Band 1, Kuandian 1987.)[3]
- Der Tan’gun-Mythos (koreanisch; Umfassende Sammlung der Volksliteratur der Provinz Jilin.[10] Yanji 1987.)[3]
- O Samsǒng (koreanisch; Umfassende Sammlung der Volkserzählungen Ning’ans. Band 2, Ning’an 1987.)[3]
- Das Wasser des Zauberquells (mandschurisch; Auswahl von Volkserzählungen aus Heilongjiang. Harbin 1983.)[5]
- Das Mädchen im roten Flaumkleid (mandschurisch; Auswahl von Volkserzählungen vom Jingpo-See. Harbin 1981.)[5]
- Die Sage vom Schildkröten-Teich (manjurisch; Umfassende Sammlung der Volksliteratur Chinas.[12] Fushun 1989.)[3]
- Der kleine Pferdehirt und Orhoda (manjurisch; Zeitschrift Volksliteratur Jilin. 1982.)[3]
- Der Gûlmahûn-Edelstein (manjurisch; Zeitschrift Volksliteratur Jilin. 1983.)[3]
- Warum Sonne und Mond ein Paar sind (mongolisch; Perlen des Flusses Ôô Moron. Band 4, Dachengzi 1986.)[3]
- Die Schamanensage (mongolisch; Umfassende Sammlung der Volksliteratur der Provinz Jilin.[13] Qianguo 1988.)[3]
- Tônôi (mongolisch; Volksliteratur Heilongjiangs. 1985.)[3]
- Habicht und Lilie (mongolisch; Volksliteratur Heilongjiangs. 1981.)[3]
- Sagen vom Khan Mokodayi (oroqenisch; Gesammelte oroqenische Volkserzählungen, Hohhot 1981.)[3]
  - Khan Mokodayi in Beijing
  - Khan Mokodayi und Gentemur auf der Jagd
  - Khan Mokodayi und der Häuptling der Tege
- Die Sage von den Wollgraswiesen (oroqenisch; Volksliteratur Heilongjiangs. 1984.)[3]
- Lunjischan und Ayijilun (orotschonisch; Qiu Pu)[5]
- Auf der Suche nach einem Jagdplatz (orotschonisch; Sammlung orotschonischer Volkserzählungen. Hohhot 1981.)[5]
- Der Schamane Nisu und das Aoli-Kraut (Qiakala; Volksliteratur Heilongjiangs. 1986.)[3]
- Die Ziege und das Schaf (tatarisch)[6]
- Der Waldgeist (tatarisch)[6]
- Das Glück (tatarisch; Xinjiang xiongdi minzu minjian gushi xuan. Urumqi 1979.)[6]
- Der Glücksvogel (uigurisch; Zeitschrift Miras. Urumqi 1984.)[6]
- Der wunderbare Stein (uigurisch; Zeitschrift Miras. Urumqi 1984.)[6]
- Der goldene Berg (uigurisch; Zeitschrift Miras. Urumqi 1983.)[6]
- Der Lohn des Alten (uigurisch; Zeitschrift Miras. Urumqi 1984.)[6]
- Teigohr (uigurisch)[6]
- Die seltsamen Erlebnisse der Uzala-Sippe (xibenisch; Umfassende Sammlung der Volksliteratur Chinas.[14] Shenyang 1988/1989)[3]
- Der Kriegsgott-Tempel in Shuangcheng (xibenisch; Volksliteratur Heilongjiangs. 1986.)[3]
- Die Pferdehundemenschen (Yao)[2]

Weitere Bücher
Die Märchen der Weltliteratur – Chinesische Märchen. Eugen Diederichs Verlag, Düsseldorf / Köln 1958, Richard Wilhelm (Übert.).
- Weiberworte trennen Fleisch und Bein
- Die drei Reimer
- Wie einer aus Gier nach dem Kleinen das Große verliert
- Wer ist der Sünder?
- Das Zauberfaß
- Das Glückskind und das Unglückskind
- Der neunköpfige Vogel
- Die Höhle der Tiere
- Der Panther
- Das große Wasser
- Der Fuchs und der Tiger
- Des Tigers Lockspitzel
- Der Fuchs und der Rabe
- Warum Hund und Katze einander feind sind
- Die Menschwerdung der fünf Alten
- Der Kuhhirt und die Spinnerin
- Yang Oerlang
- Notscha
- Die Mondfee
- Der Morgen- und der Abendstern
- Das Mädchen mit dem Pferdekopf
- Die Himmelskönigin
- Nü Wa
- Der Feuergott
- Die drei waltenden Götter
- Konfuzius
- Der Kriegsgott
- Die Heiligenscheine
- Laotse
- Der alte Mann
- Die acht Unsterblichen, I
- Die acht Unsterblichen, II
- Die beiden Scholaren
- Der Priester vom Lauschan
- Der geizige Bauer
- Strafe des Unglaubens
- Morgenhimmel
- Der König Mu von Dschou
- Weibertreu (Dschuang Dsï und seine Frau)
- Der König von Huai Nan
- Der alte Dschang
- Der gütige Zauberer
- Wie einer den Höllenfürsten beschimpfte
- Wie Muliän seine Mutter aus der Hölle holte
- Die Blumenelfen
- Der Bergelf
- Der Geist vom Wuliän-Berg
- Der Roßberg-Geist
- Der Ameisenkönig
- Der kleine Jagdhund
- Der Drache nach dem Winterschlaf
- Die Geister des Gelben Flusses
- Die Drachenprinzessin
- Hilfe in der Not
- Die verstoßene Prinzessin
- Das Fuchsloch
- Fuchsfeuer
- Der Fuchs und der Donner
- Der freundliche und der schlimme Fuchs
- Der große Vater Hu
- Die sprechenden Silberfüchse
- Der Scherge
- Die gefährliche Belohnung
- Die Rache
- Der Geisterseher
- Die Geister der Erhängten
- Gespenstergeschichten
- Das tote Mädchen
- Der unartige Knabe
- Bestrafte Habgier
- Die Nacht auf dem Schlachtfeld
- Die Grabschänder
- Go Schu Han
- Die verwandelte Frau
- Das Oger-Reich
- Das geraubte Mädchen
- Der fliegende Oger
- Giftmischen
- Schwarze Künste
- Das treue Mädchen
- Die bemalte Haut
- Die Sekte vom weißen Lotos
- Die drei Übel
- Wie über zwei Pfirsichen drei Helden zu Tode kamen
- Wie das Heiraten des Flußgottes aufhörte
- Dschang Liang
- Der alte Drachenbart
- Wie der Molo die Rosenrot stahl
- Die goldene Büchse
- Yang Gui Fe
- Der Arzt
- Der Mönch am Yangtsekiang
- Der herzlose Gatte
- Die schöne Giauna
- Ying Ning oder die lachende Schönheit
- Die Froschprinzessin
- Abendrot
- Edelweiß
- Das Heimweh
- Der Affe Sun Wu Kung

Chinesische Märchen – Märchen der Han, Insel-Verlag, Leipzig 1981, Rainer Schwarz.
- Wie der Bär seinen Schwanz verlor
- Die List der alten Schildkröte
- Der Tiger und sein Lehrer
- Der Hase
- Fuchs, Affe, Hase, Pferd
- Der Kampf mit dem Tiger
- Die Freundschaft zwischen Schlange und Elster
- Der Adler geht Reis borgen
- Das Märchen von der Fledermaus
- Wanze und Floh
- Fürchtenichts und der Bodengott
- Eine Schlappe für den Seuchengott
- Der Tod des Höllenkönigs
- Schï Yungs Heirat
- Das Zauberboot
- Die Suche nach der Geliebten
- Die Zauberflöte
- Das Märchen vom Schwarzdrachenfluß
- Bootfahren gegen den Strom
- Die drei Schwestern und der Stiefvater
- Eine mitleidige Alte
- Die siebente Himmelstochter kommt in die Menschenwelt
- Tschun Wang und die neunte Himmelstochter
- Der Rinderhirt bekommt eine Frau
- Der alte Maulbeerbaum auf dem Bangtschuee-Berg
- Kohlblüte
- Die Fasanenberge
- Tsuee`rl und Liä`rl
- Die drei goldenen Haare
- Der Ganlan-See
- Dschang der Wachtelfänger und Li der Fischer
- Die leuchtende Perle
- Das Ofenmädchen
- Das Porzellanbett
- Bunte Blumen
- Die Granatäpfel
- Schuhe für die Armen
- Dschang Lauguee der Fischer
- Der Alte mit dem gelben Fell
- Der alte Ginsengsucher
- Das Goldbambuskloster
- Der goldene Armreifen
- Der Gott der Armut und der Gott des Reichtums
- Steintor, öffne dich!
- Die Göttin Hsingtschan
- Die Wassermuttergöttin
- Drachenaugen
- Der große Zuckermann
- Wie Hund und Katze Feinde wurden
- Die drei Wunderdinge
- Zwei alte Freunde
- Teigtäschchen zum Neujahrsfest
- Der morgenverkündende Hahn
- Das Bild
- Die Tochter des Drachenkönigs und Sanlang
- Die Brautschau
- Die Kakerlaken – ein liebendes Paar
- Tjiangwee und Akang
- Zwei außergewöhnliche Pflanzen
- Die goldene und die eiserne Axt
- Das Märchen von Mëng-Djiang-nü
- Tschuantsau`rl
- Lügen
- Das Wasser spült die Große Mauer weg
- Die Abenteuer der Handwerker

Chinesische Volksmärchen. Artia Verlag, Prag 1968, erzählt von Dana und Milada Šťovíčková.
- Das rote Ahornblatt
- Der Schlangenjüngling
- Der Kürbisberg
- Die Muscheljungfrau
- Die Drachenprinzessin und San-lang
- Das Nephritenhirschlein
- Die Jungfrauen im Spiegel
- Der Olivensee
- König Goldfinger
- Hirtlein und Spinnerin
- Die Perle, die bei Nacht strahlt
- Die Kräuterjungfrau
- Jungfrau Chrysantheme
- Die Schlange mit dem Nephritstreifen
- Der Student und der Reiher
- Das Scheusal
- Die seltsamen Abenteuer der tausend Handwerker
- Der Weise
- Der Fauldrach
- Der tapfere Metzger
- Die Drachenhütte
- Der Mondbaum
- Der Gelbe Fluß
- Gar kein Vergleich
- Die faule Frau
- Die vier Knechte, die für ihr Leben gern Verse schmiedeten
- Das Wunderkräutlein
- Wie der Bauer Groschenklauber Geburtstag feierte
- Die Mondjungfrau und die Sonnenjungfrau
- Der Müller und der Himmelsgeist
- Wie Ör-lang die Sonne fing
- Tränen
- Wie sich Lu Ban ein Haus baute
- Wie Lu Ban mit seiner Schwester Brücken baute
- Die Spiegel der Himmelsfeen
- Die große Mauer
- Die drei goldenen Haare des Buddha

Märchen aus Tibet und anderen Ländern des Fernen Ostens. Artia Verlag, Prag 1974, Dana und Milada Šťovíčková.
- Von der Wolke, die ihren Gatten suchte (Bai)
- Wie der Nephritkaiser die Habgier bestrafte (Bai)
- Der gelbe Drache (Bai)
- Zwei Geister (Nahsi)
- Vom Klagevogel (Miao)
- Vom klugen A-hsiou (Miao)
- Ausgezeichnet (uigurisch)
- Von der häßlichen Frau (uigurisch)
- Gu-lie und Bai-li (uigurisch)
- Das Holzpferdchen (uigurisch)
- Vom Büffel, der nur ein Horn hatte (uigurisch)

Märchen der Völker – China. Magnus Verlag, Essen, nacherzählt von Bodo von Petersdorf.
Alte Mythen und Sagen
- Pangu oder die Erschaffung der Welt
- Die Göttin Wa oder die Erschaffung der Menschheit
- Die Göttin Wa repariert den Himmel
- Das Reich der Götter
- Der Vogel Jingwei
- Der Riese Kuafu
- Xingtian ohne Kopf
- Yugong versetzt Berge
- Der Kampf des Gelben Kaisers mit Chiyou
- In der Eiswüste ausgesetzt
- Shun und sein Bruder Xiang
- Libings Kampf mit dem Flutdrachen
- Die Fee und der Bauer
- Die Geschichte von Yi und Chang`e, der Mondgöttin
- Wie Gun und Yu das Hochwasser besiegten
- Die Drachenmutter-Sandbank

Märchen der Feste und Feiertage
- Die Nachtwache am letzten Tag des Jahres
- Der Ursprung des Herdopfers und der Neujahrswache
- Frühlingsverse
- Das Laternenfest am Tag des ersten Vollmonds
- Die Herkunft des Laternenrätsels
- Der hundertblättrige Drache beim Frühlingstanz
- Die Legende vom zweiten Tag des zweiten Monats
- Das Tempelfest am dritten Tag des vierten Monats
- Die Geschichte vom achten Tag des vierten Monats
- Das Gurkenfest
- Reishörnchen und Drachenbootfahrten am Tag der Sommersonnenwende
- Warum man am Mittsommerfest Zweige der Edelraute an die Türrahmen steckt
- Die Herkunft des Betens um Geschicklichkeit
- Warum man am fünfzehnten Tag des achten Monats Mondkuchen ißt
- Das Bergsteigen am Fest der doppelten Sonne
- Die Legende vom Tag des Ginseng
- Warum man am ersten Tag des zehnten Monats Papier verbrennt
- Das Opfer für den Gott der Kohlengruben am Tag der Wintersonnenwende
- Die Legende von den Nudeltäschchen am Tag der Wintersonnenwende
- Der Hirsebrei am achten Tag des Opfermonats
- Die Legende vom Gott des Küchenherdes

Märchen von Frauen
- Rote Blume
- Das Mädchen und die Radieschen
- Die junge Frau Ingwer
- Das Mädchen Kuckuck
- Die Liebe der schönen, klugen Yingtai
- Die Kuckucksblumen
- Die Kostbare Schale oder Ehrfurcht vor dem Alter
- Das Mädchen A-Fu
- Dalai und Goldjade
- Die schlaue Tochter
- Die kluge Schwiegertochter

Volksmärchen
- Die fünf Starken
- Panhu, der Tellerkürbis
- Seidenraupe und Pferd
- König Kuckuck
- Meijianchi oder Der Sohn mit den weit auseinanderstehenden Augen
- Die richtige Frau
- Späte Vergeltung
- Die Fuchsfee
- Die Großmutter
- Das unerfahrene Mäuschen
- Der Falke und der Sperling
- Die Feinde des Ungeziefers
- Die kluge Katze

### Japan
David August Brauns, Japanische Märchen und Sagen, Wilhelm Friedrich, Leipzig 1885.
Märchen
- Momotaro
- Jiraiya
- Die dankbaren Füchse
- Die Fuchshochzeit
- Der Sperling mit der durchschnittenen Zunge
- Die Spatzenhochzeit
- Des Tanuki Scherflein
- Die Krabbe und der Affe
- Der Hase und der Tanuki
- Der neidische Nachbar
- Der Wunderkessel
- Der bestrafte Verrath des Tanuki (auch Der bestrafte Verrat des Tanuki)
- Schippeitaro
- Kätzchens Entführung
- Der Glühwurm
- Uraschimataro
- Die Qualle
- Mosoo
- Kwakkiyo (auch Kwakkiÿo)
- Oschoo
- Das Mädchen mit dem Holznapfe (auch Das Mädchen mit dem Holznapf)
- Die Warze und die Kobolde

Fabeln
- Die Ratten und ihr Töchterlein
- Der Steinhauer
- Die beiden Frösche
- Der Affe und sein Herr
- Die Seeschnecke (auch Die Seeschnecken)
- Der giftige Fisch

Volksmärchen
- Das Schwert des Fuchses
- Tawaratoda
- Kiohime
- Das Mädchen von Unnai
- Luwen

Geistermärchen
- Die spukenden Füchse im Moor
- Die Vampirkatze (auch Die Vampÿrkatze)
- Der gespenstische Tanuki
- Der Jäger und die Affen
- Der treue Kater
- Prinz Yaschima und seine Gattin
- Der Schuldner als Hund
- Bekehrter Geizhals
- Der Habgierige
- Wiedergeborener Gläubiger (auch Ein wiedergeborener Gläubiger)
- Miura Takeschi
- Das Gespenst von Sakura
- Yasumasa

Weitere Märchen und Bücher
- Kintarō

Die Märchen der Weltliteratur – Japanische Volksmärchen. Eugen Diederichs Verlag, Düsseldorf/Köln 1964, Horst Hammitzsch (Hrsg.).
- Yamasachi und Umisachi
- Die Erzählung von Amewakahiko
- Die Geschichte von einem alten Mann, der im Bambus ein kleines Mädchen fand und dieses aufzog
- Momotarô – das Kind aus dem Pfirsich
- Vom Knaben, der träumte
- Yuriwaka-Daijin
- Als die Dämonen lachten
- Der Brückenbauer und der Dämon
- Das Jizô-Paradies
- Der Jizô der Affen
- Von einem Affengott im Lande Hida, der sich Menschenopfer darbringen ließ
- Der Affenedelmann
- Schlafmütze
- Vom alten Mann, der verdorrte Bäume wieder zum Blühen brachte
- Vom alten Mann, der Bambus fällte
- Vom Spatzen, der sich ein Bein gebrochen hatte
- Vom Spatzen, dem man die Zunge abschnitt
- Die Frau, die keinen Reis aß
- Der Ochsentreiber und die Hexe
- Die Schwestern und die Berghexe
- Melonentöchterchen
- Der Zaubermantel der Hexe
- Der Herdbesorger
- Kaburayaki Sasashirô
- Sumiyaki Kogorô
- Die Schneefrau
- Der Dank des Karpfen
- Der Schneckenmann
- Das Storchennest
- Die Glocke vom Mii-Tempel
- Die Fuchsfrau
- Hanatarekozô-sama
- Der Bote des Moorgeists
- Die Wildbirnensammler
- Warum das Meerwasser salzig ist
- Fuji und Tsukuba
- Die Worte des Mizu-Baumes
- Wie ein Mann, der zum Tempel von Hase pilgerte, Reichtum erhielt
- Die Brücke Mizokai
- Der Goldregen
- Die Schatzgeister
- Wenn man Geld finden würde
- Die drei Ratschläge
- Hanakami-Hachi
- Die sechs Yasohachi
- Furuyanmori
- Affe, Katze und Ratte
- Kröte und Hase
- Sperling und Specht
- Färbermeister Eule
- Die Zikade
- Floh und Laus auf Pilgerfahrt
- Der Hase von Inaba
- Der Fischräuber
- Die Wachtel und der Dachs
- Kuckuck und Stiefmutter
- Das Kopftuch der vollkommenen Verwandlung
- Tanokyû
- Der Berggeist und der Jäger
- Die Katze und der Topfdeckel
- Der Jäger im Glück
- Von der Schwester, die ein Dämon war
- Der große Stein
- Der Pferdehändler Yasohachi
- Der Meisterlügner
- Der Lügensack
- Die letzte Lüge
- Von den Alten, die ihre Geschwülste loswerden wollten
- Die Geschichte vom Feuermännchen
- Der Ursprung der Moxa
- Das mißverstandene Spiegelbild
- Das Verjüngungswasser
- Die drei Amulette
- Die Stehaufmännchen
- Der lange Name
- Die Geschichte von O Tsuki und O Hoshi
- Hachikatsugi
- Die drei Starken
- Die drei Einfältigen und der Dieb
- Der dumme Junge
- Die drei Krüppel
- Ein Blick tausend Ryô
- Heiroku bleibt Heiroku
- Der Wurzelgallertedisput
- Von der Bettdecke, die am Ohr hing
- Der Prahler in Nöten
- Der Schweigewettkampf
- Vom törichten Ladenburschen
- Die Braut des Maulwurfs
- Die Vogelscheuche
- Vom Schalk Kichigo
- Cha no mi – Chanomi
- Tanoki und das Vogelnest
- Sozori Shinzaemon
- Der Dolmetscher
- Benten und der Pferdetreiber
- Die Steinkartoffeln
- Die beiden Faulpelze
- Die endlose Geschichte
- Das Mädchen ohne Hände

Märchen der Ainu
- Das Lied der Spinnengöttin
- Was Isepo-tono, der Hasenkrieger, sang
- Die Geschichte von den reichen Leuten von Rurupa
- Wer ist der Mächtigste?
- Laus und Floh
- Vom Mann, der seine Frau suchen ging
- Der Raub der Sonnengöttin
- Omutaro
- Rabengeschichten
- Die zwei Füchse

Japanische Märchen. Insel Verlag, Frankfurt am Main und Leipzig 1991, Yasuko Asaoka.
- Wie der Affe mit dem Schwanz angelte
- Warum die Sonne den Maulwurf bestrafte und die Kröte belohnte
- Wie die Zeitrechnung mit zwölf Tieren begann
- Der Streit zwischen dem Affen und der Krabbe
- Der Affe und der Fasan
- Kachi-kachi-yama
- Der Regentropfen im Althaus
- Der Affe und die Qualle
- Der Wettlauf zwischen dem Hasen und der Schildkröte
- Die gehorsame Spätzin
- Der Vogel, der um Wasser flehte
- Der Kuckuck
- Die Geschichte der Eule
- Der weiße Hase von Inaba
- Der Anfang des Lebens auf der Erde
- Der Schlangenbräutigam
- Der Affenbräutigam
- Wie die Seidenraupenzucht begann
- Die Baumfrau
- Der Baumgeist
- Das Auge der Schlange
- Die Froschfrau
- Die Forellenfrau
- Die Kranichfrau
- Die Fuchsfrau
- Die Himmelsfrau
- Die Schneefrau
- Das Schneetöchterchen
- Die Frau auf dem Bild
- Der gestreifte Akanbe
- Nataro im Dorf Asa
- Der Wasserschneckensohn
- Der Däumling
- Momotarō, der Pfirsichjunge
- Das Melonentöchterchen
- Die Bambusprinzessin
- Die Gespenstermutter
- Der reiche Köhler
- Das Schicksal eines Neugeborenen
- Wie Gott den Geschöpfen ihre Lebensdauer gab
- Einen Sack Reis für einen Strohhalm
- Die Biene und der Traum
- Der Traum von der Misokai-Brücke
- Trag mich auf dem Rücken
- Die Zauberkapuze
- Warum das Meerwasser salzig ist
- Tarō, der Angeber
- Der Wunderkürbis
- Die Augenwimpern des Wolfs
- Das Geschenk des Spatzen
- Die Wildpfirsische
- Die beiden Brüder, die nicht zur Schule gehen wollten
- Drei Tage im Lande Nira
- Der Strohdrache im Lackteich
- Jizōland
- Der Besuch im Rattenland
- Der Wildgänsefänger
- Wie der Alte einen Sonderwind ließ
- Die Geschichte von dem weißen Hündchen
- Der Spatz mit der abgeschnittenen Zunge
- Die beiden Alten mit der Beule im Gesicht
- Der Jizō der Affen
- Das Nachtigallenhaus
- In der Mückenwelt vergehen drei Jahre wie ein Augenblick
- Schnee bedeckte die Fußabdrücke
- Der Gott der Armut und der Gott des Reichtums
- Silvesterfeuer
- Der Dank des Jizōs
- Mondchen und Sternchen
- Die Frau ohne Arme
- Das Schalenmädchen
- Der Feuerknecht
- Ofuji, die Stieftochter
- Onibaba spann Fäden
- Der rotzige Gott
- Urashima Tarō
- Der Briefbote der Schlange
- Das Gebet der Katze
- Kappa bedankt sich
- Der goldene Teekessel
- Die drei Amulette
- Der Kuhhirt und die Yamanba
- Die Frau, die nichts aß
- Schenk mir eine goldene Kette, liebe Sonne!
- Der Halbdämon
- Die Dämonen-Schwester
- Die Fettsammlung
- Die Riesenkatze
- Die Rache der Katze
- Die Vernichtung des Pavians
- Raikō besiegt die Dämonen
- Gespenster im Bergtempel
- Der Brückenbauer und Oniroku
- Bonze, der Fuchs von der Fukudaweide
- Der Fuchs im Koanji-Tempel
- Der Dachs vom Bergpaß der Abenddämmerung
- Der mondfarbene Kimono
- Der Jungbrunnen
- Ōsuke, der Lachs
- Es war gerade eine solche Nacht
- Herzog Lilienknabe
- Die Windgötter und die Kinder
- Die kindlichen Hausgeister
- Der reiche Koyama
- Der Matsuyamaspiegel
- Der Bote zur Totenfeier
- Die Frau mit den starken Winden
- Der voreilige Zenbei
- Gengorō
- Der Bonze und der Wunderspatel
- Der Glücksspieler und der Wunderspatel
- Niō und Sannō
- Tausend Flöhe
- Die Mutter auf dem Obasuteyama
- Ōka Echizen
- Sannosuke und der Strohsack
- Die Diebin
- Giftige Manjū
- Der Ringkampf der Ratten
- Der gefallene Donnergott
- Die Kor pok un kur
- Ein Gotteslied, gesungen von dem kleinen Gott Okikirimui
- Penanpe und das Hündchen
- Der Bär und die Yukarasage

Japanische Märchen und Volkserzählungen. Artia Verlag, Prag 1970, erzählt von M. Novák und Z. Černá.
- Momotaro, der japanische Pfirsichjüngling
- Der Wettstreit zwischen Dachs und Fuchs
- Die heiligen Rollen
- Drei Millionen dreihundertdreiunddreißigtausenddreihundertdreiunddreißig Eicheln
- Der Gott der Armut
- Das Katzenparadies
- Nimm mich!
- Der dankbare Baum
- Yamamba
- Die Katze und der Mönch
- Es geht nichts über einen guten Vermittler
- Uraschima
- Die Abenteuer des Mattenflechters
- Von der Dankbarkeit
- Die Erlebnisse des Handelsgehilfen Tokubej
- Wie Herr Hansaemon eine Fliege verschluckte
- Die neun Mönche
- Der Dank des Fuchses
- Die Teestube „Zu den drei Saiten“
- Der Affenbuddha
- Der verkaufte Traum
- Der weiße Kranich
- Die fünf Gespenster
- Die Wolfswimpern
- Der Alte, der die Bäume erblühen ließ
- Das Glöckchen

Märchen der Völker – Japan. Magnus Verlag, Essen, nacherzählt von Bodo von Petersdorf.
Alte Mythen
- Isanagi und Isanami
- Ukemotschi
- Amaterasu und Sosanoo
- Sosanoo und Inada
- Ookuninuschi
- Die Gesandtschaften des Himmels und das Ende der Regierung Ookuninuschis auf Erden
- Ninigi
- Hohodemi
- Die glückseligen Inseln des ewigen Lebens
- Herbst und Frühling
- Die Stammutter der Ainus
- Haitaro

Volksmärchen
- Die Liebe des Samurai
- Die Glocke
- Die treue Amme
- Die Ente
- Der Spiegel
- Der Wasserfall
- Die zwei Bewerber
- Reissack
- Die Stieftochter
- Die Kommode

Tiermärchen
- Die Sprache der Ameisen

Geistermärchen
- Die Hinrichtung
- Der Werwolf
- Der blinde Sänger

### Korea
Die Märchen der Weltliteratur – Märchen aus Korea. Eugen Diederichs Verlag, 1975, Hans-Jürgen Zaborowski (Übers. und Hrsg.).
- Von der Frau, die alte Geschichten gern hatte
- Die Jadeflöte
- Insam
- Reibstein und Trocken-Kam
- Der Fuchs als Gelehrter
- Der gelehrte Herr Nam
- Einmal gelogen
- Törichte Leute
- Aus Mitleid
- Der Handabdruck
- Die Schwiegertochter, die gut einen fahren lassen konnte
- Der Aussätzige
- Von der Ehefrau lernen
- Sonne und Mond
- Drei Zeichen
- Die alte Frau aus dem Jenseits
- Lieber den Reiskuchen als die Frau
- Das Goldschwein und der Bürgermeister
- Das Mädchen Tae und der Bambus
- Goldknüppel – Silberknüppel
- Warum der Tiger Flecken hat
- Drei dumme Töchter
- Der Frosch-Geist
- Die Reisquelle
- Der rote Punkt
- Die Leute aus Kaesóng und die Leute aus Suwón
- Soja-Kerlchen und Bohnen-Kerlchen
- Der große General Yi Ponggu
- Treue Freunde
- Die krumme Großmutter
- Lügengeschichte
- Der Furzwettbewerb
- Die Frau und der Beutel
- Das Sieben-Berge-Meer
- Laß mein Junges frei
- Die Wasserschnecken-Schöne
- Der Tod der Elster
- Sonnenfinsternis – Mondfinsternis
- Die Siebengestirne
- Das Eselsei
- Der Salzverkäufer
- Das Grab des Kaejoji
- Vom Vogel, dessen Schwanz fünf Fuß lang und dessen Eier fünf Fuß groß waren
- Fasan, Taube und Elster
- Feueraufpasser
- Die Wein-Murmel
- Der junge Zauberer
- Der Tiger aus den Diamantbergen
- Großvater und der Kam-Baum
- Das Bärenweibchen vom Ponghwa-Berg
- Der grüne Frosch
- Der vertauschte Leichnam
- Gelehrter und Geomant
- Der Feuergeist der Schwiegertochter
- Die Emillae-Glocke
- Die Kawanúm aus der Podók-Höhle
- Wie die Schildkröte einen Schild abtrug
- Der Affenteich
- Wie einer mit einer Schüssel Hundesuppe sein Glück machte
- Der gutmütige Gelehrte
- Die Wette
- Hundert-Tage-Rot
- Die Koralle und der Pockengeist
- Das Fuchsgericht
- Die Fee und das Federkleid
- Der törichte Bräutigam
- Der Drachenbrunnen
- Der Dank einer Schlange
- Der Trocken-Kam und der Tiger
- Mit den Händen sprechen können
- Wer bekommt die Reiskuchen?
- Die Alte und der weiße Tiger
- Den Großvater wegwerfen
- Den Hut suchen, die Schuhe suchen
- Chach’óngbi
- Geschichten von einem Tölpel
- Kleben lassen, fallen lassen
- Der vornehme Beamte
- Wie der Tiger sich selbst in den Schwanz gebissen hat
- Das Schwalbenbein
- Drei Scheffel Reis, drei Schwiegertöchter
- Bär und Wildschwein
- Wenn man es zu eilig hat
- Der Königs Ohren
- Die Katze mit dem Trauerhut
- Von einem Herrn, der immer nur studierte
- Hallaktungi
- Ein Strohseil, nur drei Ellen lang
- Das seltsame Tüchlein
- Von dem Alten, der Geschichten so gern hatte

Märchen aus Tibet und anderen Ländern des Fernen Ostens. Artia Verlag, Prag 1974, Dana und Milada Šťovíčková.
- Von der lieben Frau und der Drachenprinzessin

Koreanische Märchen. Verlag Werner Dausien, Hanau 1992, erzählt von Vladimír Pucek.
- Der Hase als Richter
- Von den drei Schwestern Häsuni, Talsuni und Pjolsuni
- Warum Hund und Katze einander nicht mögen
- Vom Riesen Akyjkü
- Der Zauberkrug
- Das Märchen von der großen Rübe
- Der zauberkräftige Edelstein
- Die Keule der Tokkäbi
- Wie der arme Köhler die Seebraut gewann
- Vom ungehorsamen Fröschlein
- Das unwirksame Gift
- Vom Feuer, das sieben Generationen brannte
- Wie ein Holzfäller Minister wurde
- Der Halbe
- Pamsoni
- Die Schelmenstreiche des Kim Son-dal aus Pjöngjang

1. - Wie Kim Son-dal einen Fluß verkaufte
  - Wie Kim Son-dal den Spitznamen Pongi bekam
  - Wie Kim Son-dal in den königlichen Palast kam
  - Wie Kim Son-dal dem Blinden auf den Leim ging

- Kurong-dongdong, der Schlangenjüngling
- Von den dankbaren Eichhörnchen
- Die wundertätige Wurzel vom Berg der drei Gottheiten
- Vom Jüngling, der die Sprache der Vögel und Tiere verstand
- Wer ist der Älteste?
- Wie der alte Pak den Kobold überlistete
- Die Statue vor Gericht
- Die Zauberfächer
- Der kluge Schüler
- Wie Wang Songhjon Kaiser von China wurde
- Die rote Hunderttageblume
- Soniri, der Thronfolger
- Vom Knaben, der fliegen konnte
- Wie Hase und Fischotter den Tiger überlisteten
- Hungbu und Nolbu, die ungleichen Brüder
- Die Abenteuer des Ebers Tschodong und des Bären Ungnam
- Wie Schnellhändchen einen Bräutigam bekam
- Die acht Feen aus den Diamantbergen

### Mongolei
Die Märchen der Weltliteratur – Mongolische Märchen. Eugen Diederichs Verlag, Düsseldorf/Köln 1963, Walther Heissig (Übers.).
- Der Bagharin-Ringer
- Der schwarze Hundebulle und die schwarze Rohrdommel
- Der Sohn vom Berg
- Der kluge Zaubervogel
- Ein Jägersmann
- Wie die peferdeköpfige Geige entstand
- Wie einer mit der Tochter des Schlangenkönigs Hochzeit gemacht hat
- Die Geschichte der Bergziege
- Das Großväterchen, das siebzig hatte
- Wie sie den Herrn Fürsten Hundeköttel essen ließen
- Der Silberwurm
- Der schlaue Alte
- Die Geschichte des Anghachai-Vogels
- Der weiße Herr Löwe
- Der alte Mann und die alte Frau, die den dicken weißen Ziegenbock hatten
- Hund und Katze
  - Der kleine Hund und die Katze
  - Hund und Katze, die beiden
- Der alte Mann und der Tiger
  - Wie sie den Tiger erschreckten, ohne selbst den Verstand zu verlieren
  - Die List des alten Holzsammlers
- Die sieben richtigen Taten des Grauen Alten
- Der Tapfere aus dem Norden und der Tapfere aus dem Süden
- Der Jäger und seine schöne Frau
- Die Geschichte von der Krähe und vom Igel
- Das verwaiste Kamelfohlen
- Der Jägerbursch aus dem tiefen Wald
- Zeichenmärchen
  - Der Wolf und die Ziegen I
  - Der Wolf und die Ziegen II
- Die Geschichte vom verlorenen Kamel
- Wie einer nicht Herr über zehn Zelte werden konnte
- Ein Sack mit Essensresten
- Fünfhundert Geldstücke, die nicht ankamen
- Der Löwe und der Hase
- Die Angsthasen
- Der Löwe und der Specht
- Der Rabe und der Uhu
- Die Geschichte vom Kater, der durch Hunger ganz heruntergekommen war
- Das Totenhaus
- Der fremde Wanderer
- Das Tigerjunge und das Stierkalb
- Boroldsoi, der Nackte
- Der junge Dsang. der Beste der Männer
- Der wermutrote Khan
- Das tapfere Mädchen
- Die sieben Glatzköpfe und der Tölpel
- Der pfiffige Bursche
- Die Ratte und der blinde Maulwurf
- Die Geschichte vom Löffelfresser
- Jisder, der Neunte
- Der Sohn des Alder-Schulder Khan
- Das blaugraue Fell
- Massangs Abenteuer
- Der König mit den Eselsohren
- Goldfrosch und Papagei

Märchen aus Tibet und anderen Ländern des Fernen Ostens. Artia Verlag, Prag 1974, Dana und Milada Šťovíčková.
- Der Lama und der Zimmermann
- Vom Lama, der den Armen half

## Südostasien

### Indonesien
Die Märchen der Weltliteratur – Indonesische Märchen. Eugen Diederichs Verlag, Düsseldorf/Köln 1973, Ernst Ulrich Kratz (Hrsg. und Übert.).
Sumatra
- Zwerghirsch und Affe
- Langhorn

Kalimantan (Borneo)
- Vom Riesen und den beiden Geschwistern

Java
- Peria Pokak
- Wie die Krähe schwarz wurde
- Nyi Bungsu Rarang
- Die Witwe und der Fisch
- Panji Kelaras
- Halbling sucht den Herrn
- Wie der Schakal sich nach dem Menschen umsah
- Dickbauch
- Der Weg zum Himmel
- Pucuk Kalumpang
- Pak Dungu
- Die Ameise und die Grille
- Bawang Putih und Bawang Merah
- Wuragil
- Die Krähe mit den Pfauenfedern
- Das dreifache Gelöbnis
- Die Prinzessin und der Geisterfürst

Madura
- Wie Aryo Menak eine Fee heiratete
- Die Herkunft des Tokek

Lombok
- Danawa Sari
- Pak Waluh und seine Kinder
- Die Ente und die Zibetkatze
- Vom Waisenjungen, der eine Reuse aussetzte

Sulawesi (Celebes)
- Vom Räuber und dem klugen Jungen
- Weshalb die Eule bei Vollmond schreit
- Der Blinde und der Lahme
- Eine unaufrichtige Freundschaft
- Vom Wunsch allein zu erben
- Polopadang
- Die Wissenschaft des Ich weiß schon
- Das Märchen vom Einzelkind
- Das Märchen von Pottori Tondon
- Lao und der Fisch
- Prinzessin Bosu
- Dorilana
- Warum die Wasserbüffel keine Vorderzähne haben
- Die Geschichte von Nalau und der Wildtaube
- Der Raja von Pakuli
- Der Waisenjunge, der eine Himmelsprinzessin heiratete
- Der Blutegel und der Hirsch
- Mamanua und Wulansendow
- Kürbis
- Teteon
- Maweris
- Gemeinschaftsarbeit
- Tumileng
- Ringkitan und Kusoi
- Lanawongi
- Das Anoa und das Mädchen
- Manimporok und Wulan
- Runtukahu, das Götterkind
- Datuk Biki-Biki von Siau

Roti
- Wie das Kind zum Affen wurde
- Der Wunderhaken
- Wie die Kinder zu Ratten wurden
- Wie die sieben Gefährten zu Sternen wurden
- Wie zwei Jungen zu Tauben wurden

Kei
- Der Walfisch und der Tümmler

Irian Barat (West-Neuguinea)
- Vom Jungen, der sich als Delphin verkleidete
- Inkonkuburi

Indonesische Märchen. Insel Verlag, Frankfurt am Main und Leipzig 1992, Renate und Hansheinrich Lödel.
- Wie der Reis auf die Erde kam
- Die Geschichte vom Reis
- Prinzessin Tisna Wati
- Wo der Reis herkam
- Vom Ursprung der Reispflanze
- Aryo Menak heiratet eine Himmelsfee
- Die Geschichte von Meister Bener
- Loro Jonggrang
- Die Geschichte vom Moor mit dem klaren Wasser bei Ambarawa
- Die Geschichte von Polaman, dem Ausgestoßenen
- Polamans Fische
- Die Geschichte von Ringkitan und Kusoi
- Dickbauch
- Nyi Bungsu Rarang
- Die Geschichte vom Kris aus Minangkabau
- Der König und seine Tochter
- Die drei Halbwaisen
- La Manjurai und Prinzessin Bosu
- Herr Korowelang
- Langhorn
- Panji Kelaras
- Vom Jüngling, der sich in einen Delphin verwandelte
- Weißzwiebelchen und Rotzwiebelchen
- Die arme Witwe und die Schlangenfische
- Datu Aca und die Rattenkönigin
- Vom Ursprung des Namens Banyuwangi
- Die Herkunft des Namens Tengger und die Entstehung des Batok-Berges
- Die Geschichte von Jambi
- Vom Menschen, der die Himmelstochter heiratete
- Das ungehorsame Mädchen
- Der tapfere Soldat Sura Menggala
- Eine Geschichte aus Toraja
- Der Kaufmann Mudo
- Der schlaue Neffe
- Dummbart als Dieb
- Auf der Suche nach einem Großen der Welt
- Der Weg in den Himmel
- Ein unwerter Freund
- Der Dieb und der kluge Knabe
- Pak Moksel
- Pak Tolpatsch
- Kabayan und sein Schwiegervater
- Kabayan geht in den Urwald
- Kabayans Frau ist verschwenderisch
- Kabayan hat Wunschträume
- Kabayan pflanzt eine Bananenstaude
- Kabayan ist gescheit
- Kabayan soll sich entscheiden
- Kabayans neue Jacke
- Warum Kabayan niemals reich wird
- Kabayan will Gäste zu einem Essen einladen
- Kabayan ist in eine Witwe verliebt
- Kabayan ist heiratslustig
- Kabayan als Hadschi
- Kabayan im Zorn
- Kabayan holt Mais
- Kabayan möchte gern eingeladen sein
- Kabayan ist stark verschuldet
- Zählen ist schwierig
- Kabayan verkauft einen Flughund
- Kabayan wehrt den Regen ab
- Kabayan fängt einen Hirsch
- Kabayan löscht seinen Durst
- Kabayan pflückt eine Nangka
- Kabayan soll vom Schwiegervater überlistet werden
- Kabayan stiehlt eine Nangka
- Kabayan stiehlt Palmsaft
- Affe und Schildkröte
- Elefant und Ameise
- Zwerghirsch und Krokodil
- Wie der Zwerghirsch seine Feinde überlistete
- Vom Reiher und den Fischen
- Der listige Sittich
- Warum der Wasserbüffel keine Vorderzähne hat
- Der Gibbon und der Riese
- Ein schrecklicher Kampf
- Der kluge Richter
- Der schlaue Papagei
- Warum Hund und Katze einander Feind sind
- Zwerghirsch und Affe
- Ameise und Heuschrecke
- Walfisch und Delphin
- Warum die Eule gern bei Vollmond schreit

Indonesische Märchen. Artia Verlag, Prag 1980, Zorica Dubovská und Vratislav Šťovíček.
- Vergißmeinnicht und die bösen Schwestern
- Das Märchen vom Tondano-See
- Prinzessin Purbasari
- Die Prinzessin aus dem Ei
- Wie das Zwergenböckchen den Tiger überlistete
- Das Märchen vom Hae-Hae
- Vom Schlangenkönig Lembayung
- Prinz Schmutzfink
- Das Krokodil und der Affe
- Der König mit dem fremden Kopf
- Der Dämonensohn
- Der Himmelsbräutigam
- Die Korallenprinzessin
- Das Zwergböckchen und die Krokodile
- Prinz Miau
- Die Braut von der Vogelinsel
- Märchen von den Vögeln
- Von der Himmelsfee und der bösen Stiefmutter
- Vom Fürsten, der ein Dämon wurde
- Vom Tiger, der auf Brautschau ging
- Prinz Mundinglaja
- Der dumme Galetang
- Vom Hirscheber, der fischen ging
- Vom versteinerten Prinzen und der traurigen Prinzessin
- Der Hahn des Prinzen Kelaras
- Der Prinz mit dem Schlangenleib

### Kambodscha
Kambodschanische Volksmärchen. Akademie-Verlag, Berlin 1987, Rüdiger Gaudes.
- Wie der Hase die Bananen der Alten fraß
- Wie Hase und Fischtiger Fische fingen
- Wie der Hase vor einer fallenden Frucht erschrak, dem Tiger Angst machte und ihn dazu brachte, sich zu entschuldigen
- Geschichte vom Hasen oder Hase und Tiger
- Von der Klugheit der Schildkröte
- Schildkröte und Kuckuck
- Geschichte von der Schildkröte und den Affen
- Vom Raben, der sein Kind verheiratete
- Geschichte von dem Mann, der ein Mittel gegen Schlangengift kannte
- Vom Tiger, der das Kind des alten Pos-Prey fraß
- Tiger, Affe und Hase
- Geschichte vom schlauen Alten Chan
- Wie die Tiere unter sich einen König wählten
- Rabe und Nachtreiher, die Feinde
- Wie der Tiger der Schlauheit der Erdkröte und der Schildkröte unterlag
- Der Bär und der Pongro-Baum
- Der Hund sucht einen Freund
- Wie der Hase der Klugheit der Schnecken unterlag
- Schakal und Schildkröte
- Geschichte vom Schakal
- Die Feldspatzen und die Waldspatzen
- Landbüffel und Waldbüffel
- Geschichte von der Raupe und der Krähe
- Schakal und Affe
- Geschichte von den beiden Waisenknaben
- Warum das Schwein einem Jahr im Tierzyklus den Namen gibt
- Die Entstehung der Sirenen
- A Pang und Neang Tey
- Geschichte von den vier Männern, die eine Kunst lernten
- Warum die Hunde die Geister der Verstorbenen erblicken
- Geschichte von den Schutzgottheiten
- Von der Frau, die alles zunichte machte
- Geschichte von der Entstehung der Katze
- Die vier Söhne, die vier Künste lernten
- Geschichte von der habgierigen Frau
- Wie die weiße Ratte König wurde
- Chaov Tap-Pramal oder Geschichte vom Betrübten
- Geschichte von Glück und Unglück
- Der Krieg der Kröten mit Ta Prohm
- Vom Faulen, der eine gute Frau hatte
- A Sokh und A Sokh Kach – Der Sanfte Sokh und der Schlimme Sokh
- Geschichte von der Frau, die ihrem Mann treu war
- Die Frauen und der goldene Pfau
- Von den zwei Frauen, die sich um ein Kind stritten
- Wie der Hase ein Phantom prellte
- Geschichte von den vier Frauen, die sich um einen Dieb stritten, den sie zum Mann haben wollten
- Die wahre Gattin, die wahre Mutter und der wahre Vater
- Meister Pferdeapfel
- Geschichte von der Pflanze Phlouv-Neang
- Chaov Kambet-Bantuoh
- Geschichte von dem Manne, der nach Krebsen grub
- Der Mann mit den dreißig Kas
- Geschichte des Tempels Adhārasa
- A Khvak und A Khven – Der Blinde und der Lahme
- Lebensweisheit für dreißig Damlōng
- A Chaor Chett Chea oder Der Dieb mit dem guten Herzen
- Der hitzige Neak-Ta
- Die vier Dummen
- Von den drei Männern, die sich um die Schlaflage stritten
- Chaov Sok und Chaov Saov
- Von Frauenlisten
- Geschichte vom langen Aal und vom langen Kochtopf
- Von der Frau, die vorgab, Ingwer zu ziehen
- Der Astrologe und die beiden Alten
- Von dem Mann, der um eine Frau warb
- Mager, der Taubenjäger
- Von den zwei Reisenden, die jeder in der Mitte liegen wollten
- Wie der Hase den Richter machte
- Wie der Schwiegervater einen Schwiegersohn suchte
- Der Mann, der sich mit Lügen ernährte
- Ein Rabe sind zehn Raben
- Von den vier Söhnen, die ihrem Vater nicht dienten
- Geschichte von Chaov Phkap Tralaok, vom Kokosnußüberstülper
- Geschichte von den vier Lügnern
- Kung, der Kühne
- Geschichte von den sieben tauben Verwandten
- Vom Schachtelflechter, dem Elefantenlenker und den vier Kahlköpfen
- Geschichte von den zwei Brüdern
- Lehrer und Schüler
- Die zwei Freunde
- Geschichte von Tolao-Setthey
- Von den drei Männern, die das Boot des Händlers zum Kentern brachten
- Von der Geburt des Königstigers
- Geschichte von den Schwertschwänzen
- Geschichte vom Ursprung des Blitzes
- Geschichte vom Areka-Baum und der Betelpflanze
- Geschichte von der Schlange Keng Kang
- Wie die Pferde ihre magische Kraft verloren
- Die Entstehung der Mücken
- Geschichte vom Berg Soporkaley
- Hundebräuche
- Geschichte vom Rhinozeros
- Mangrove und Teal-Bäume
- Von Javabanane und Baymat-Baum
- Die zwei Nachbarn
- Die vier Goldgräber
- Geschichte von den zwei Frauen, die sich wegen des Webeblattes stritten
- Geschichte von dem Mann, der einen Pelikan schoß
- Geschichte von der Frau mit dem Geliebten, der starb
- Geschichte von den zwei Reisträgern
- Geschichte von den zwei Männern, denen ein Unglück zustieß
- Von dem Mann, der im Sala schlief
- Geschichte vom Rinderdieb
- Geschichte von Thonenchey-Setthey und Tottalo-Setthey
- Geschichte vom Papierdieb
- Geschichte vom Krokodil und vom Adler, die sich um einen Elefanten stritten

Märchen der Khmer, Insel-Verlag, Leipzig 1979, Ruth Sacher.
Schöpfungs- und Tiermärchen
- Die Geburt der Reiher
- Die Geburt des Delphins
- Die Entstehung der Mücken
- Die Entstehung des Gewitters
- Die Geburt des großen Tigers
- Die vier Kinder, die ihren Vater nicht versorgten
- Der Krieg zwischen der Kröte und Großvater Brahma
- Die verlorene Macht der Pferde
- Als die Boa-Schlange ihr Gift ausspuckte
- Die Feindschaft zwischen den Raben und den Rohrdommeln
- Der alte Puos Prey und der Tiger
- Wie der Tiger von der Klugheit der Kröte und der Schildkröte besiegt wurde
- Die Sroksperlinge und die Waldsperlinge
- Die Weisheit der Schildkröte
- Wie der Srokrabe den Waldraben belehrte
- Der Wurm und der Rabe
- Die Schildkröte und der Affe

Hasenmärchen
- Die Geschichte vom Richter Hase
- Der zahme Büffel und der wilde Büffel
- Der Hase, der auf einem Kürbisstrunk festklebte
- Das Krokodil und der Fuhrmann
- Der Adler und der weiße Elefant
- Der Tiger, der Affe und der Hase
- Der Wolf
- Die beiden Reisenden, die sich nicht einige waren, weil jeder in der Mitte schlafen wollte
- Der Mann, der ein Mittel gegen Schlangengift kannte
- Der Mann, der um eine Frau warb
- Die beiden Nachbarn
- Die beiden Männer, die die Frau eines anderen haben wollten

Märchen über Ehe und Familie
- Die Schlange Keng Kang
- Die vier Kahlköpfigen
- Wie die weiße Maus König wurde
- Die rechte Frau, die rechte Mutter und der rechte Vater
- Ein gieriger Mensch
- Die Frau und die empfindliche weiße Maus, die geschädigt wurde
- Wie das Schwein ein Tierkreiszeichen wurde
- Pang und das Mädchen Tej
- Das Dorf mit dem Namen Vergoldeter Kuramia
- Der Vater, der einen Schwiegersohn suchte
- Der Junge mit der Kokosschale
- Der Magere, der Turteltauben schießt
- Kong der Mutige
- Der faule Mann, der eine vollkommene Frau hatte
- Der Mann, der Krabben ausgrub
- Der lange Aal und der lange Topf
- Sok und Sao
- Die listige Frau
- Der Essenlügner
- A Lev
- Aus einem Raben werden zehn Raben

Königsmärchen
- Der Verzweifelte
- Die Waisenkinder
- Glück und Unglück
- Die Schicksalsgötter
- Der Mann mit den vier Söhnen, die vier Künste studierten
- Die Sprüche, die dreißig Tomlöng wert waren
- A Khwak und A Khwin
- Der Junge mit den Pferdeäpfeln
- Der Justiz-Oknja und der Militär-Oknja

Parabeln
- Die vier Urteilssprüche des königlichen Richters
- Der Rinderdieb
- Der Mann, der die Frau eines anderen liebte
- Die beiden Frauen, die sich um ein Kind stritten
- Die Alte, die Flaschenkürbisse pflanzte
- Die geliehene Axt und die geliehene Pfanne
- Die beiden Männer, die sich um einen Sonnenschirm stritten
- Die beiden Männer, die ein Tier schossen
- Die zwei Männer, die einen entlaufenen Sklaven verfolgten
- Die beiden Fuhrleute, die Streit miteinander hatten
- Der Mann, der in einer Sala schlief
- Der Händler, der mit einem einzigen Geldstück seinen Handel begann
- Der Händler, der sein Boot am Ufer festmachte, wo es versank
- Die vier Frauen, die sich um einen Räuber stritten
- Die vier Männer, die sich um eine Mangofrucht und um Gold stritten
- Die vier Männer, die vier verschiedene Künste lernten
- Die drei Sethej, die in drei verschiedenen Richtungen wohnten
- Die gute Ehefrau

### Myanmar
Das Geheimnis des alten Mönches. Märchen und Fabeln aus Burma. Blessing, München 2017, Jan-Philipp Sendker.
- Bruder und Schwester
- Das Affenkind und die Suche nach Ärger
- Das Dorf und die endlosen Predigten
- Das Geheimnis des alten Mönches
- Das Krokodil und das Äffchen
- Das Omen
- Das Schicksal des stattlichen Schmiedes
- Der ängstliche Sohn
- Der beste Geschichtenerzähler
- Der ehrliche Händler
- Der Fischer und seine Belohnung
- Der Fischer und seine Frau
- Der Junge mit der Harfe
- Der kleine Po und der Tiger
- Der König und sein Sinn für Gerechtigkeit
- Der lange Weg zur Weisheit
- Der magische Kamm
- Der Mond im Brunnen
- Der Rache der Feldlerche
- Der Trauervogel
- Der Virus der Angst
- Der weise Lehrer und sein Schüler Maung Pauk Kyaing
- Die Affenbande und ein gieriger Nachbar
- Die dankbare Schlange und der Mönch
- Die Flut
- Die fromme Königin
- Die Geschichte vom Vater und seinem Sohn oder Woher der Wind und das Wasser ihre Kraft haben
- Die Geschichte von Nan Ying und ihrem kleinen Bruder
- Die Geschichte zweier Händler
- Die kleine Schnecke
- Die klugen Affen
- Die Macht des Karma
- Die Rache der Feldlerche
- Die Rache des Bauern
- Die Reise eines Prinzen oder die vielen Prüfungen des Lebens
- Die Schöne und der Faulpelz
- Die vier Puppen
- Die Warnung der Mutter
- Die weiße Krähe und die Liebe
- Drei Frauen und ein Mann
- Ein Kampf zwischen zwei Bildhauern
- Eine lange Reise
- Eine Reise zu dritt
- Fünf Silbermünzen
- Maus und Elefant
- Mu Yeh Peh und der Preis der Liebe
- Nan Kyar Hae und der Schutzgeist
- Saw Min Kyl und der Rubin
- Über das Teilen
- Über die Dankbarkeit
- Vom Sinn und Unsinn der Sterndeutung
- Wie der Hase Richter wurde
- Wie die Drossel ihr farbenprächtiges Gefieder verlor
- Wie die Menschen in Bagan zu lügen anfingen
- Wie schreibt man „Büffel“?

Märchen der Völker Burmas, Insel-Verlag, Leipzig 1976, Annemarie Esche.
Märchen der Burmesen
- Speisen, die einem König gemäß sind
- Die beiden Schwestern
- Die Undankbarkeit der Menschen
- Der Prinz von Thihapura
- Das Kaninchen als Richter
- Das verborgene Gold
- Goldene Schildkröte
- Das große Ei
- Die alte Mutter und die drei Schwestern
- Die Freundschaft der vier Dummköpfe
- Der falsche Ottazaung

- Burmesisches Sprichwortmärchen
  - Der betrügerische Richter

- Oberburmesische Dorfmärchen
  - Andere zum Nutzen – Sich selbst zum Nutzen
  - Bruder Kurz und Bruder Lang
  - Der Vater gab das Pferd
  - Ich allein habe keine Angst vor meiner Frau
  - Der Puppenspieler und seine Frau

- Burmesische Gesetzesmärchen
  - Die drei treuen Liebhaber
  - Das Versprechen
  - Der Tiger als Richter
  - Das Kaninchen als Richter
  - Die sieben Bettelmönche
  - Der Sohn des Reichen mit dem Rubinring
  - Der eifrige junge Liebhaber als Richter
  - Der junge Student, der sich vor dem Begrabenwerden fürchtete
  - Das Königreich, das wegen eines Tropfens Honig verlorenging
  - Der Oberminister, der seine Frau verlor
  - Eine unglaubliche Geschichte

Märchen der Mon
- Der Ring des Vaters
- Der kluge Holzfäller
- Der prahlerische König
- Der goldene Baum
- Der Sohn des Bauern und seine Freunde
- Maung U Phwa
- Ataplem

Märchen der Karen
- Das Elefantenmädchen
- Richter Kaninchen
- Das Kaninchen und der Tiger
- Der Kaninchenfang
- Warum das Kaninchen lange Ohren hat
- Der schwatzhafte Sperling
- Der Fischotter und die Katze
- Wie der Pfau zu seinen schönen Federn kam
- Warum die Eule große Augen hat
- Todfeinde
- Der kluge Po Kay
- Der Mann, der niemals zufrieden war
- Die hölzerne Tragestange
- Das Glück des Einfältigen

Märchen der Arakanesen
- Der Wunsch
- Das fliegende Pferd und die beiden Zuckerrohrbauern
- Der Thagyamin als Büffel
- Das Dorf der weißen Krähen
- Der Königssohn und das Kätzchen
- Krummbein und der Blinde trennen sich nicht
- Die armen Eheleute
- Bruder Eisenarm
- Der Affe und die Schildkröte

Märchen der Chin
- Der Tiger im Wettstreit mit der Klugheit der Menschen
- Anderen zum Nutzen – sich selbst zum Nutzen
- Die drei Brüder und das Lasimädchen
- Die zwei Brüder und die Menschentiger
- Der Klügste wird Dorfvorstand
- Das Fest der ersten Ernte
- Der Kuhhirte und das Natmädchen
- Der Frosch und der Gecko
- Der Fuchs, der das Kaninchen nachäffte
- Die Krähe

Märchen der Lushai
- Nuchhimi
- Der Jäger und die Languste
- Warum die Fledermaus nur nachts ausfliegt

Märchen der Nagas
- Der Ursprung der Stämme
- Von denen, die zum Himmel steigen wollten
- Der Glöckchen-Geist
- Die beiden ausdauernden Hähne
- Sisaws Bär
- Da Swei Tei
- Warum kranke Nagas frisches Tierblut trinken

Märchen der Kachin
- Ingam und Innaw
- Drei närrische Männer
- Der Held
- Der Duwa und der König
- Der Arme als König
- Der Hund und die Katze

Märchen der Rwan
- Die gute Tat von Ma Khan Ya
- Ma Khan Ya und der Naga
- Ma Khan Ya und der Bär
- Fünfhundert Schritte
- Warum die Schweine einen Rüssel haben
- Der Waisenknabe und der Reiche
- Der Froschsucher und der Bilu
- Der große Frosch namens Na Own
- Die Spinne und der Kakerlak

Märchen der Shan
- Das Maung-Yin-Hsaing-Than-Sternbild
- Die treue Schwester
- Perlen beim Weinen und Edelsteine beim Lachen
- Der Schlauberger und der Pfiffikus
- Der Goldblattprinz
- Nan Kham Ywek

Märchen der Intha
- Der Ain-Oo-Schrein
- Was die Taube ruft
- Der Jäger und der Eremit
- Der berüchtigte Hühnerdieb
- Der taube Mann
- Warum die Fische ihre Augen nicht schließen

Märchen der Palaung
- Der Sonnenprinz und das Nagamädchen
- Der Wahrsager des Reichen und des Königs
- Der Zauberbaum mit dem Natgesang
- Maung Kywe Ipyaw
- Die Insel ohne Arbeit
- Der Hahn, die Büffel und die Ochsen
- Das Kaninchen und die Schnecke

Märchen der Kayah
- Prinzessin Manawhari

Märchen aus Birma. Verlag Werner Dausien, Hanau 1989, Maung Htin Aung.
- Ein Bräutigam für Fräulein Maus
- Das Hühnchen und der Kater
- Das schreckliche Devo
- Das Kaninchen als Richter
- Wie der Kormoran seinen Schwanz einbüßte
- Warum die Krähe klein ist
- Wie der Vogel Galon zum Salzarbeiter wurde
- Der Goldsohn
- Der Kopf
- Die junge Lotosblüte
- Krokodil Regenwolke
- Das große Ei
- Der Opiumraucher und die Menschenfresser
- Der Regenbogen
- Der alte Mann auf dem Mond
- Die Zauberzange
- Der Weissager von Pagan
- Die Fee und der Jäger
- Der Trinker und der Opiumraucher
- Der Geist des Ringkämpfers
- Die vier Irrtümer
- Der Schiffer und der Ruderer
- Die vier Dummköpfe
- Wie die Vögel miteinander Freund wurden
- Das schlaue Kaninchen
- Die drei Eier der Drachenprinzessin
- Warum der junge Hirsch bellt
- Der König und der Feldherr
- Warum die Wachtel auf einem Bein steht
- Warum der Nußhäher ein so winziger Vogel ist
- Warum die Schnecken keine Müdigkeit kennen
- Warum die Krähe die Kuckuckseier ausbrütet
- Vier Jünglinge und ein Wanderer
- Die drei Dummköpfe
- Warum sich das Kaninchen erkältet hatte
- Wie der Tiger und der Affe zu Feinden wurden
- Die enttäuschte Krähe
- Der Musikant aus Pagan
- Der Knabe Po und der Tiger
- Wie das Krokodil seine Zunge verlor
- Warum der Geier kahl ist
- Warum die Fledermäuse keine Steuer zahlen
- Warum das Kaninchen mit der Nase zuckt
- Warum der Büffel keine oberen Zähne hat
- Warum der Tiger die Katze nicht liebt
- Das goldene Kaninchen und der goldene Tiger
- Der dumme Junge
- Zwei treue Diener
- Mondfinsternis
- Das kleine Fröschlein
- Warum in Pagan so viele Pagoden sind
- Fräulein Frosch
- Der Traum vom Topf voller Gold
- Wie der große König Spreu gegessen hat
- Wie das Kaninchen den Dschungel vom Tyrannen befreite
- Der kleine Flötenspieler
- Der Däumling
- Mong Pauk Tschein
- Der Schlaumeier und der Betrüger
- Der Zauberhahn
- Der Schwindler
- Der Glückliche und der Fleißige
- Mißverständnisse

### Papua-Neuguinea
Die Märchen der Weltliteratur – Märchen aus Papua-Neuguinea. Eugen Diederichs Verlag, Düsseldorf/Köln 1977, Ulla Schild (Hrsg. und Übers.).
- Eine Schöpfungsmythe aus Orokolo
- Die Entstehung des Menschen
- Die Schöpfungsgeschichte der Nehan
- Noa
- Der Ursprung des Todes
- Oa-Iriarapo
- Die Entstehung zweier Stämme
- Siambuka
- Die Python
- Nyatuan
- Als die Frauen Hunde heirateten
- Die Kasuarfrau
- Der Ursprung des Yams
- Die Geschichte von den zwei Vettern
- Kunokua und Bomaitaupe
- Die Geschichte der Insel Siar
- Duna Yofona
- Vier moderne Schöpfungsmythen
- Das Tambaran-Fest
- Lumakaka und die erste Kokosnuß
- Der Ursprung der Kokosnuß I
- Der Ursprung der Kokosnuß II
- Vom Ursprung der Schweine
- Wie wir das Feuer bekamen
- Warum der Himmel so hoch droben ist
- Der Besitzer der Sonne
- Warum die Sonne im Osten und der Mond im Westen aufgeht
- Die Entstehung des Mondes
- Als der Mond noch größer war
- Wie der Mond entdeckt wurde
- Wie die Dugongs entstanden
- Gavada
- Die Menschenfresserin
- Die Geschichte von Retopiyup
- Geangelt
- Godio
- Tet-Penge
- Pokop
- Pokop und der Masalai
- Maru
- Beiduogum
- Der Alte mit dem Mund auf dem Scheitel
- Die Zauberbündel und die Papageien
- Pukuntap und Kipang wetteifern um Karak
- Die sieben Mus
- Der tapfere Knabe
- Der Junge und das Ungeheuer
- Die Abenteuer der Geschwister
- Der Berg Komap
- Die Abenteuer des Lagatoi
- Ainas Familie
- Die Versuchung des Pandakuso
- Pingindraen yeo
- Seeadler und Schlange
- Trommel und Schlange
- Hugen
- Chinggui
- Der Häuptling von Loi
- Der Häuptling von Mbuli
- Kuru und Tikere
- Die Ratte und die Schildkröte
- Der Fliegende Hund
- Buschkänguruh und Einsiedlerkrebs
- Manub und Kilibob I
- Manub und Kilibob II
- Koidum
- Tauhau
- Pipi Korovu
- Marai und Eare
- Meavea Kivovia

### Philippinen
Philippinische Märchen. Verlag Werner Dausien 1978, nacherzählt von Jozef Genzor.
- Wie die Sonne, der Mond und die Sterne entstanden
- Wie es kam, daß der Mond am Himmel aufging
- Warum die Sonne heller scheint als der Mond
- Warum es Erdbeben gibt
- Vom Vulkan Kanlaon
- Vom Tamarindensee
- Wie sich das Dorf Aguingay in einen See verwandelte
- Vom Dorfe Pawikan
- Von den ersten Menschen
- Warum die Menschen unterschiedliche Hautfarbe haben
- Das Märchen von den fünf Fingern
- Wie die Seepferdchen entstanden
- Warum der Fisch Baka-bakahan Schuppen und Hörner hat
- Wie der Hai entstand
- Vom Flußkrebs
- Woraus die Heuschrecken entstanden
- Vom ersten Schmetterling
- Von der Eidechse Butiki
- Bathalas Urteil über die Tiere
- Wo die Eulen herkommen
- Der Buschkuckuck Koel und die Krähe
- Warum der Hahn bei Tagesanbruch kräht
- Warum die Hunde bellen
- Warum die Hunde ihre Zähne fletschen
- Vom ersten Affen
- Wie der erste Bananenbaum aus dem Boden schoß
- Warum die Ananas Augen hat
- Wie die Kokosnuß entstand
- Warum die Mango herzförmig ist
- Seit wann essen die Menschen Langsaten
- Wie der Marangbaum entstand
- Wie der Makupabaum entstand
- Von der duftenden Blume Ylang-Ylang
- Woraus der Dapdapbaum erwuchs
- Vom philippinischen Jasmin
- Warum die Pflanze Tara-tara nicht duftet
- Dame der Nacht
- Wie die Menschen den Reis entdeckten
- Die Affen und die Schmetterlinge
- Die Schildkröte und die Eidechse
- Die Froschprinzessin
- Die Gaben der kleinen Fee
- Von Diwata, der sich in einen Holzklotz verwandelte
- Vom Sohn des Barbiers, der König wurde
- Die Brücke der Feen
- Der wundersame Baum
- Von der Prinzessin Maria und dem wundertätigen Vogel
- Der verwunschene Schenck
- Vom König, der sich in einen Büffel verwandelte
- Die zwei Holzfäller und die Fee
- Baldog und der Riese
- Bestrafter Stolz
- Von der Alten und den kleinen Leuten
- Der Affenprinz
- Vom gutherzigen armen Mann
- Der Affenmensch, aus dem ein Diener wurde
- Das Stinktier
- Vom faulen Pakungo-adipen
- Vom reichen Mann, der den Tod übertölpeln wollte
- Der Mann, der in der überirdischen Welt gewesen war
- Das mit Öl gefüllte Gefäß
- Vom vergrabenen Schatz
- Das gebrochene Wort
- Zwei Gefäße
- Vom dummen Iñigo
- Vom Mann, der sich totstellte
- Wie Iñigo ins Jenseits ging
- Der Dummkopf und die Eidechse
- Angalao und die drei Freunde

### Thailand
Die Märchen der Weltliteratur – Märchen aus Thailand. Eugen Diederichs Verlag, Düsseldorf/Köln 1968, Christian Velder (Hrsg. und Übert.).
Von Tieren und Menschen
- Die Wehenden Sterne der Kleinen Küken
- Das Waisenkind und der Fisch
- Goldmelone, Speiseschrank und Prügelkiste
- Die arme Bapha
- Die Unterwerfung der Affen
- Der Königslöwe
- Der Tod des Löwenvaters
- Die Löwen und der Fuchs
- Die Krokodilshöhle
- Die versunkene Stadt
- Der weiße Glückselefant
- Der elefant mit dem Tigerkopf

Von Göttern und Geistern
- Die Entdeckung der Mangofrucht
- Die Sonnenlaterne
- Der weiße Aal
- Der Goldne Schwan
- Die Geistersäule
- Die Bitte des Baumgeistes
- Die Rache
- Der Goldne Prinz
- Der Geisterstern
- Eine Riesenschlange rettet die Stadt
- Die Geisterfrau auf dem Felsen am Meer
- Der Geisterberg

Von Zauberern und Mönchen
- Tiger in der Nacht
- Die Zauberkiesel
- Der Zauberspruch
- Der Buddha reist durchs Land
- Der mächtige Fisch
- Ein Kürbis wird zum Diamanten
- Rüang verbrennt sich selbst
- Der Auftrag der Krähe
- Der kleine Reiskorb
- Tempelschüler müssen fegen
- Das Amulett

Von Königen und Dienern
- Der Knüppel und der Keulenschwinger
- Der Mann mit den Tausend Geschwüren
- Die Königin und der Waldmann
- König Honigstrom
- Die Zauberkräfte von Phra Ruang
- Phra Ruang Zauberwort
- Warum Frauen Ohrringe tragen
- Hua Pum oder das Geheimnis des Königs
- Der Wettstreit der Lügengeschichten
- Der Meisterlügner und der König
- Der Besuch im Totenreich
- Alle Menschen sind gleich
- Der Steuermann Norasing
- Der Sprung in den Brunnen
- Der Vatermord

Von Armen und Waisen
- Der Muschelpfennig
- Die Tamarindenkerne
- Die beiden Waisenkinder
- Die Herrin von weißem Blut
- Das Findelkind
- Die Goldenen Hörner
- Die verzauberte Stadt

In Stadt und Land
- Der Reiche, der tausend Jahre alt werden wollte
- Die Erfindung des Rauschwassers
- Wie es kommt, daß Reis so kleine Körner hat
- Der unsterbliche Räuber
- Ein Boxer rettet die Ehre Thailands
- Die Froschfängerin

Von Liebe und Liebestod
- Das Liebesopfer
- Das Gesicht gilt mehr als der Körper
- Der Chinese Kong und das Krokodil
- Großvater Mong Lai
- Wie Djao Lai die Königstochter gewann
- Die beiden Orchideen

Aus den thai Jataka
- Des Sternkönigs Irrfahrt

Märchen aus Tibet und anderen Ländern des Fernen Ostens (Tai). Artia Verlag, Prag 1974, Dana und Milada Šťovíčková.
- Der Maler Tuo-lan-ka
- Das Pfauenmädchen
- Vom sprechenden Buddha

### Vietnam
Die Märchen der Weltliteratur – Märchen aus Vietnam. Eugen Diederichs Verlag, Düsseldorf/Köln 1972, Otto Karow (Hrsg. und Übert.).
- Der Krug mit den Goldstücken
- Der Mann vom Mond
- Der hundertknotige Bambus
- Die Geschichte von Tâm und Cam
- Die beiden Brüder und der steinerne Hund
- Der Star
- Der Abendstern und der Morgenstern
- Das Gebet an den Mond
- Der Arme und der himmlische Kaiser
- Nang Ut
- Die Adler auf dem Karambola-Baum
- Der böse bestrafte Bruder
- Der arme Fischer und die Schlange
- Der Knecht und die Perle des Raben
- Der häßliche Student und die drei Himmelsgeister
- Durch Feldpflügen seine Schuld bezahlen
- Der Student und die Schildkröte
- Der Froschfänger
- Die böse Nebenfrau
- Der Weise und die Fliegen
- Der Student und der Tempelgott
- Die Sprache der Tiere
- Der steinerne Hund
- Die Folgen der bösen Tat
- Die falsche Waage
- Das Reiskorn des Himmels
- Reis und Eierfrüchte
- Der Arme und die Reichen
- Der Bambus im Tempelgarten
- Der tugendhafte Student
- Der strebsame Student
- Im Traum Hundefleisch essen
- Der Gelehrte und der Unwissende
- Der Student und die Schabe
- Der blutende Hund aus Stein
- Rohrdommel und Storch
- Zitronen und Buddha-Hand-Früchte
- Rindfleisch und Maniok
- Begabung und Fleiß
- Der gierige Dorfgelehrte
- Die Studienwahl
- Der Schüler übertrifft den Lehrer
- Die Ratschläge des Lehrers
- Die weise Mutter und der folgsame Sohn
- Reichtum und Bildung
- Der kluge Knabe und die Büffelbullen
- Der Malwettstreit
- Der Mönch und der Dieb
- Der Mönch und der Hund
- Der Fischer, seine Frau und der Mönch
- Van Mai und Thi Mât
- Die schicksalhafte Begegnung
- Die schwierige Brautwahl
- Herr Zaunkönig und Fräulein Amsel
- Die Heirat des armen Jünglings
- Flußaal und Meeraal
- Der ewige Schwiegersohn
- Eierfruchtknospen und Flaschenkürbisblüten
- Keine Blüten, kein Ehemann
- Der Mann und seine zwei Frauen
- Der Vogelfänger und das Mädchen
- Der Freier mit dem gebrochenen Arm
- Die Gattenwahl
- Der Apfelbaum und das Nachbarhaus
- Der Klageschrei der Rohrdommel
- Der Tmepelgeist
- Das Muttersöhnchen
- Leiblicher Sohn und Adoptivsohn
- Eine Schale Lauchsuppe
- Die gierige Mutter
- Der Amselfreund
- Des Himmels und des Staates Lohn
- Der sprechende Feigenbaum
- Der blinde Wahrsager und seine taube Frau
- Die Furcht vor Blutegeln
- Der Eggenschmied
- Der Wanderer und das Zuckerrohr
- Der Stumme spricht
- Der Schmeichler
- Der Mann ohne Geruchssinn
- Der tote Hund
- Der Bauer und der Kartoffeldieb
- Die Maus und die Biene gehen voran
- König Thê-Tô und der Bienenzüchter
- Das Festessen und die gefällte Arekapalme
- Die kostbare Medizin
- Die Bauersfrau und ihr Knecht
- Die Schädlinge in uns
- Der Geomant
- Der bestrafte böse Bruder
- Die bestrafte böse Schwester
- Die gierige Frau
- Die Tante Brotfruchtbaum und die Nichte
- Der Schelm Bip Côc
- Die Falschspieler
- Der Traumdeuter
- Herr Doktor und der Katzenverkäufer
- Der Himmelsdiener wird in ein Schwein verwandelt
- Der Ziegenhirt und der Gänsezüchter
- Die Altar-Suppe
- Der Bohnenliebhaber
- Der Hirsetopf
- Der gestrafte Betrüger
- Der Krabbenkauf
- Der furchtsame Geisterbeschwörer
- Der Kugel-Geist und die Sirupkuchen
- Der Kartenspieler
- Den Reis hochziehen
- Der Soldat und die Süßkartoffel
- Die Süßkartoffel und die Brücke
- Der dumme Ehemann auf tu-li-Suche
- Der Spitzbube und sein Pferd
- Der Kauf der Wildenten
- Sich vor dem Blitz fürchten
- Den Pflug auf der Straße schnitzen
- Die Zechpreller
- Pfauenfleischröllchen, Phönixpastete und Drachenbart
- Die beiden Diebe und das Pferd
- Das Fest für das abgebrannte Haus
- Die faulen Sänger
- Die drei wichtigen Dinge
- Der Wert der Arbeit
- Treue und Dankbarkeit
- Der ungetreue Freund
- Der arme Mann und die Störche
- Der Bauer und seine zänkische Frau
- Keinen Kürbis essen
- Die zehn Elefanten
- Der Hausbüffel und der Wildbüffel
- Die beiden Wasserbüffel
- Der Wasserbüffel und der Hund
- Der fette und der magere Wasserbüffel
- Warum die Wasserbüffel nicht sprechen können
- Der Elefant und der Wasserbüffel
- Die Kröte ist der Onkel des Himmelskaisers
- Der Wolf und der Tiger
- Der Pfau und der Rabe
- Der Specht und die Eule
- Der goldene Krebs
- Der Hase und der Hund
- Die List des Hasen
- Der treue Hund
- Der diebische Hund
- Katze bleibt Katze
- Der Hase, der Hund und die Katze
- Die Katze und die kluge Maus
- Die Mäuse und die Katze
- Die Schwarzdrossel frißt Regenwürmer
- Der Rat der Schildkröte
- Der Drongo und die Elster
- Die Turteltauben und die Krickenten
- Der Wels und die Kröte
- Die Spinne als Bote
- Der geprügelte Hund
- Der Pfau und die Hühner
- Die Eidechsen stehlen die Beine
- Der Wettstreit zwischen dem Esel und dem Pferd
- Das Huhn, das Schwein und der Hund
- Froschfleisch und Eierfruchtsuppe
- Die Flußkrabbe und die Meerkrabbe
- Der Aal und der Labyrinthfisch
- Die Heuschrecken und der Elefant
- Der kluge Regenwurm
- Der Wettkampf zwischen Pferd und Elefant
- Die Schabe und die Spinne
- Der Sperber und der Rabe
- Die Kröte und der Elefant
- Herr Amsel und Fräulein Golddrossel
- Die Mücke und die Fledermaus
- Die Wespen
- Der Specht stiehlt Pfirsiche
- Die weiße Ameise als Zeuge
- Der Ursprung der Tümmler
- Der Ursprung des Tümmlers
- Die Schlange und der Tiger
- Die Bettwanze

Märchen aus Tibet und anderen Ländern des Fernen Ostens (Nung). Artia Verlag, Prag 1974, Dana und Milada Šťovíčková.
- Held Wohlsinn

Vietnamesische Märchen. Verlag Werner Dausien, Hanau 1991, erzählt von František Honzák.
- Urvater Lac Long Quan
- Der See des zurückgegebenen Schwertes
- Der Nephritkaiser und seine vier Töchter
- Die Ratgeber des Nephritkaisers
- Das Schachspiel der himmlischen Ratgeber
- Der Gott der Winde und der Gott des Blitzes
- Der Held Giong
- Der Gott der Erde und Cuong Bao
- Der Bau des Himmelsturmes und die Verwirrung der Sprachen
- Der Gott des Reises
- Der Gott des Regens und der Frosch
- Wie der Tiger zu seinen Streifen kam
- Der Mensch und der Dämon
- Die Perlen der My Chau
- Woher die Melone kommt
- Die Zauberperle
- Das Mädchen aus dem Bild
- Der Schlangenmann
- Das Abendmahl bei dem Einsiedler
- Der Karambolabaum
- Tam und Cam
- Der Zauberfisch
- Die erste Mücke
- Nimmersatt
- Der Lohn des Drachenkönigs
- Der Mann, der Dämon und der Hase
- Die Affen
- Das duftende Haar
- Der Bauer Pfennigfuchser
- Der goldene Friedhof
- Ich an seiner Stelle
- Hasengeschichten
  - Wie der Hase den Tiger überlistete
  - Das dumme Krokodil
  - Der Hase und der Bauer
  - Wie die Schildkröte in die Pagode kam
- Vom klugen Hirten
- Die Neujahrskuchen
- Der Herr der Berge und der Herr des Wassers
- Der Schelm Cuoi
- Das seltsame Ungeheuer
- Wie Cuoi König wurde
- Der Student und der Bauer
- Das Betelblatt und die Arekanuß
- Ein Name für die Katze
- Immer hübsch von Anfang an
- Der Lügenwettbewerb
- Der beste Arzt
- Die kluge Frau